# Liste der Orte im Landkreis Rosenheim
Die Liste der Orte im Landkreis Rosenheim listet die 1850 amtlich benannten Gemeindeteile (Hauptorte, Kirchdörfer, Pfarrdörfer, Dörfer, Weiler und Einöden) im Landkreis Rosenheim auf.

## Systematische Liste
Alphabet der Städte und Gemeinden mit den zugehörigen Orten.
- Die Gemeinde Albaching mit 35 Gemeindeteilen:[2]
  - Pfarrdorf Albaching
  - Dörfer Aign, Berg, Kalteneck, Stetten und Zell
  - Weiler Baumgarten, Fuchsthal, Furth, Gröben, Oedenau, Schacha, Thal und Utzenbichl
  - Einöden Bergmeier, Birkmaier, Dieberg, Fischberg, Grasweg, Großbrunn, Harraß, Kottersberg, Kurzstett, Leiten, Mayrhof, Moos, Oberdieberg, Rappold, Reitmair, Scharfeneck, Schönanger, Steinweg, Stettenmühle, Stocka und Stockamühle

- Die Gemeinde Amerang mit 89 Gemeindeteilen:[3]
  - Pfarrdörfer Amerang und Evenhausen
  - Kirchdörfer Kirchensur und Stephanskirchen
  - Dörfer Achen, Ellerding, Kammer, Lattenberg, Oberratting, Pfaffing, Ullerting und Unterratting
  - Weiler Asham, Attwies, Burkering, Durrhausen, Englstetten, Grünhofen, Halfurt, Hamberg, Hinterholzmühle, Hohenöd, Mais, Meilham, Moosham, Mühlberg, Obersur, Osendorf, Pichl, Ried, Stacherding, Stetten, Streit, Taiding, Thalham, Unteröd, Untersur, Vorderholzmühle, Weng, Wimpasing und Wolfsberg
  - Einöden Burgreith, Dirnberg, Dobl, Eck, Eggerdach, Eichleiten, Eßbaum, Feichten, Freinberg, Froitshub, Furth, Geiereck, Gröben, Gröning, Grub, Hallerschneid, Halmannsöd, Haslreit, Hatthal, Hilgen, Hofstätt, Höllersöd, Hopfgarten, Hub, Kohlgrub, Kraxen, Lacken, Leiteneck, Lindach, Linden, Locking, Niederöd, Oed, Pamering, Reit, Rosengarten, Schachen, Scherer, Schobersöd, Seeleiten, Spittersberg, Suranger, Surau, Thurnöd, Unterstreit, Wald, Weitmoos und Wiedham

- Die Gemeinde Aschau i.Chiemgau mit 44 Gemeindeteilen:[4]
  - Pfarrdorf Aschau i.Chiemgau
  - Kirchdorf Sachrang
  - Dörfer Aufham, Bach, Berg, Brückl, Fellerer, Hainbach, Haindorf, Hohenaschau im Chiemgau, Huben, Innerwald, Kohlstatt und Schlechtenberg
  - Weiler Aschach, Außerkoy, Außerwald, Bucha, Einfang, Engerndorf, Göttersberg, Grattenbach, Grenzhub, Hammerbach, Hintergschwendt, Höhenberg, Hub, Innerkoy, Mitterleiten, Pölching, Reichenau, Schoßrinn, Schwarzenstein, Schweibern, Spöck, Staffelstein, Stein, Vordergschwendt und Wald
  - Einöden Attich, Grünwald, Seehaus, Wasserthal und Weiher

- Die Gemeinde Babensham mit 78 Gemeindeteilen:[5]
  - Pfarrdörfer Babensham und Sankt Leonhard
  - Kirchdörfer Kirchloibersdorf, Odelsham, Stadlern, Titlmoos und Tötzham
  - Dörfer Altbabensham, Bärnham, Griesmeier, Irlham, Kling, Neudeck, Oberbierwang, Penzing und Schambach
  - Weiler Allersing, Bergham, Blaufeld, Brudersham, Dobl, Eiding, Gehetsberg, Gumpertsham, Herbstham, Höllhäusl, Holzen, Holzwimm, Hopfgarten, Landenham, Loibersdorf, Mernham, Obermühle, Puttenham, Reichertsham, Rieden, Riepertsham, Schönberg, Seehäusl, Sillerding, Stürzlham, Thalham, Warmeding, Windgrad und Würmertsham
  - Einöden Bach, Edenkling, Ernst, Gissübl, Guggenberg, Haderloh, Hinterleiten, Hinterstetten, Imstetten, Kainöd, Kematen, Kernpoint, Kohlgrub, Moosen, Mühlberg, Nemeden, Oberthalham, Pertlsham, Punzenpoint, Rauschwaltlham, Sagerer, Schellenberg, Sicking, Stadl, Stettberg, Stöcher, Straßloh, Tosberg, Troitsham, Voglsang, Walterstetten, Weikertsham und Wies

- Die Stadt Bad Aibling mit 29 Gemeindeteilen:[6]
  - Hauptort Bad Aibling
  - Pfarrdörfer Berbling und Willing
  - Kirchdorf Mietraching
  - Dörfer Adlfurt, Ellmosen, Harthausen, Holzhausen, Mitterham, Moos, Thürham, Unterheufeld, Westerham und Willingerau
  - Weiler Fachendorf, Haslach, Heimathsberg, Heinrichsdorf, Mainz, Markfeld, Thalacker, Wilpasing und Zell
  - Einöden Abel, Gröben, Köckbrunn, Natternberg, Weg und Westen

- Der Markt Bad Endorf mit 49 Gemeindeteilen:[7]
  - Hauptort Bad Endorf
  - Pfarrdörfer Hirnsberg und Stephanskirchen
  - Kirchdörfer Antwort und Mauerkirchen im Chiemgau
  - Dörfer Bergham, Hemhof, Hofham, Jolling, Kurf, Landing, Rankham und Teisenham
  - Weiler Achthal, Anzing, Bach, Daumberg, Dorfbach, Eisenbartling, Gaben, Hartmannsberg, Hemberg, Holzberg, Holzen, Letten, Moos, Pelham, Rachental, Rain, Schlicht, Stauden, Ströbing, Thal, Thalkirchen und Ulperting
  - Einöden Anger, Asbichl, Batterberg, Engling, Gries, Kreuzbichl, Kronlohe, Lemberg, Patersdorf, Pfeil, See, Stetten, Stock und Stockham

- Die Gemeinde Bad Feilnbach mit 77 Gemeindeteilen:[8]
  - Pfarrdörfer Au bei Bad Aibling, Bad Feilnbach und Litzldorf
  - Kirchdörfer Dettendorf, Lippertskirchen und Wiechs
  - Dörfer Altofing, Berghalde, Derndorf, Gottschalling, Gries, Jenbach, Kematen, Kronwitt, Kutterling, Oberlengendorf, Sonnenham und Weidach
  - Weiler Bichl, Brettschleipfen, Eckersberg, Eulenthal, Gundelsberg, Hoiß, Hummelhausen, Lengendorf, Moos, Oberhofen, Paulreuth, Pfaffenberg, Schweigfeld, Steinwies, Thalham, Torfwerk Feilnbach, Unterhofen, Unterlohe, Untersteinach, Walch und Wilharting
  - Einöden Achthal, Aich, Aign, Altenburg, Berg, Bindham, Birkmann, Blindenried, Brainpold, Brodhub, Eulenau, Forsting, Gern, Gunzlloh, Hausstatt, Hof, Hoferalm, Kogl, Kreuzhub, Moosbichl, Mooshäusl, Moosmühle, Oberbindham, Oberdaxham, Oberlohe, Oberpremrain, Obersteinach, Rabenstein, Rann, Reithof, Steinreb, Torfwerk Au-Eulenau, Trogen, Unterkalten, Untermoosbichl, Unterpremrain und Weihermann
  - Sonstiger Ort Tregleralm

- Die Gemeinde Bernau a.Chiemsee mit 38 Gemeindeteilen:[9]
  - Pfarrdörfer Bernau am Chiemsee und Hittenkirchen
  - Dörfer Bergham, Chiemseepark Felden, Eichet, Farbing, Giebing, Irschen, Kothöd, Unterbergham und Weisham
  - Weiler Bach, Bichling, Gattern, Gröben, Hafenstein, Heroldsöd, Hötzing, Kraimoos, Moos, Neumühle, Osterham, Reit, Reitham, Rudersberg, Schörging, Steinbach, Westerham und Wiedendorf. Das Gut Lambelhof
  - Einöden Abling, Aufing, Hitzelsberg, Schleipfen, Stocka, Stötten, Wiesen und Wimpasing

- Die Gemeinde Brannenburg mit 39 Gemeindeteilen:[10]
  - Pfarrdörfer Brannenburg und Degerndorf am Inn
  - Sägmühle
  - Kirchdorf Sankt Margarethen
  - Dörfer Gmain, Grießenbach, Milbing, Thann, Tiefenbach und Weidach
  - Weiler Aich, Antritt, Bichl, Erlach, Gembachau, Gmain am Inn, Höf, Kirchbach, Schwaig, Steg und Wiesenhausen
  - Einöde mit Kirche Schwarzlack
  - Einöden Altenburg, Baumgarten, Brunnthal, Eiblwies, Hinterkronberg, Hinterleiten, Höllenstein, Kogl, Lechen, Mail, Mooseck, Ried, Schweinsteig, Steinberg, Vorderkronberg, Vorderleiten und Wart

- Die Gemeinde Breitbrunn a.Chiemsee mit 20 Gemeindeteilen:[11]
  - Pfarrdorf Breitbrunn am Chiemsee
  - Dörfer Mühln, Urfahrn und Wolfsberg
  - Weiler Breitenloh, Frieberting, Haus, Kailbach, Mooshappen, Oberkitzing, Sassau, Stadl, Stock, Unterkitzing, Westerhausen und Zell
  - Einöden Gattern, Holzen, Kämpfenthal und Langbürgen

- Der Markt Bruckmühl mit 45 Gemeindeteilen:[12]
  - Hauptort Bruckmühl
  - Pfarrdörfer Götting, Heufeld, Kirchdorf a.Haunpold und Weihenlinden
  - Kirchdörfer Högling, Mittenkirchen und Oberholzham
  - Dörfer Bergham, Ginsham, Hornau, Linden, Noderwiechs, Sonnenwiechs, Thalham, Unterholzham, Waith und Wiechs
  - Siedlungen Heufeldmühle, Hinrichssegen und Waldheim
  - Weiler Breitenberg, Hirschberg, Oberstaudhausen, Oberwall, Orthofen, Ried, Unterleiten, Unterwall, Voglried und Weidach
  - Schloss Maxhofen
  - Einöden Buchen, Ebersberg, Jenkofen, Nacken, Oberadlfurt, Oberleiten, Oed, Schnürmann, Sonnenleiten, Stachöd, Unterstaudhausen, Wolfgraben und Zum Winterblöcker

- Die Gemeinde Chiemsee mit 2 Gemeindeteilen:[13]
  - Kirchdorf Frauenchiemsee
  - Staatsgut Herrenchiemsee

- Die Gemeinde Edling mit 36 Gemeindeteilen:[14]
  - Pfarrdorf Edling
  - Dörfer Allmannsberg, Attelthal, Brandstätt, Gschwendt, Hart, Hochhaus, Roßhart, Schellwies, Unterhub und Untersteppach
  - Weiler Anzenberg, Breitbrunn, Breitmoos, Bruck, Daburg, Fuchstal, Kumpfmühl, Mühlthal, Oberhub, Obersteppach, Ötz, Ramsau, Rudering, Schäching und Unterunterach
  - Einöden Au, Edgarten, Felling, Fürholzen, Giglberg, Linden, Oberunterach, Weidachmühle, Wolfrain und Zeil

- Die Gemeinde Eggstätt mit 14 Gemeindeteilen:[15]
  - Pfarrdorf Eggstätt
  - Dörfer Aufham, Bachham, Meisham, Natzing, Oberndorf, Oberulsham, Straß, Weisham und Weitmoos
  - Weiler Unterulsham
  - Einöden Buch, Wöhr und Zell

- Die Gemeinde Eiselfing mit 36 Gemeindeteilen:[16]
  - Pfarrdorf Eiselfing
  - Kirchdörfer Aham und Freiham
  - Dörfer Alteiselfing, Bachmehring, Bergham und Kerschdorf
  - Weiler Berg, Erpertsham, Gammersham, Hafenham, Hausmehring, Hebertsham, Höhfelden, Langwied, Pollersham, Schilchau und Thalham
  - Einöden Breitenbach, Dirneck, Eichellohe, Fuchsthal, Gartlach, Grubholz, Kammerloh, Langgassen, Mühlberg, Oetz, Osenaham, Ostermühl, Perfall, Praschlmühl, Spielberg, Straß, Weiglham und Wimpasing

- Die Gemeinde Feldkirchen-Westerham mit 54 Gemeindeteilen:[17]
  - Pfarrdörfer Feldkirchen, Großhöhenrain und Vagen
  - Kirchdörfer Feldolling, Kleinhöhenrain, Oberreit, Unterlaus und Westerham
  - Dörfer Altenburg, Aschbach, Aschhofen, Ast und Thal
  - Weiler Am Saum, Elendskirchen, Gmeinwies, Hammer, Irnberg, Krügling, Leiten, Lenzmühle, Oberlaus, Oberwertach, Percha, Riedbichl, Schnaitt, Schöffleiten, Schwaig, Unteraufham, Unterreit, Unterwertach und Walpersdorf
  - Einöden Buchberg, Eutenhausen, Haag, Hofberg, Hohenfried, Hub, Kugelloh, Loherberg, Mühlberg, Mühlholz, Neuhaus, Niederstetten, Oberaufham, Oberstetten, Oed, Pups, Reisachöd, Ried, Stadlberg, Staudach, Sterneck und Weidach

- Die Gemeinde Flintsbach a.Inn mit 17 Gemeindeteilen:[18]
  - Pfarrdörfer Flintsbach am Inn, Au, Erlach, Hafnach und Kirnstein
  - Kirchdorf Fischbach am Inn
  - Dörfer Einöden, Falkenstein und Tiefenbach
  - Einöde mit Kirche Petersberg
  - Einöden Asten, Bauer am Berg, Laar, Regau, Ried bei Einöden, Wagnerberg und Zankel

- Die Gemeinde Frasdorf mit 74 Gemeindeteilen:[19]
  - Pfarrdörfer Frasdorf und Wildenwart
  - Kirchdorf Umrathshausen
  - Dörfer Ginnerting, Greimelberg, Hendenham, Laiming, Leitenberg, Mitterreit, Niesberg, Pfannstiel, Pfifferloh, Ruckerting, Westerndorf und Winkling
  - Weiler Aich, Brandenberg, Daxa, Dösdorf, Ebnat, Haslau, Kaltenbrunn, Kropfetsöd, Lederstube, Lochen, Mühlberg, Oberacherting, Oberprienmühle, Oberreit, Pfaffing, Rain, Ried, Riedlach, Röcka, Röselsberg, Sagberg, Soilach, Stätt, Stelzenberg, Stockach, Stupfa, Tauern, Thal, Unteracherting, Unterhaustätt, Unterprienmühle, Walkerting, Wessen und Wilhelming
  - Einöden Anger, Bachgraben, Bäckermühle, Bichl, Gasbichl, Graben, Hierankl, Irlach, Kranzl, Mitterbichl, Mönibuch, Oberhaustätt, Oberwildenried, Oed, Oed am Rain, Reit, Sandgrub, Stadl, Stötten, Stüblach, Unterwildenried, Waizenreit, Winterstubn und Zellboden
  - Kapelle Sankt Florian

- Die Gemeinde Griesstätt mit 43 Gemeindeteilen:[20]
  - Pfarrdorf Griesstätt
  - Dörfer Haid, Holzhausen, Kettenham und Kolbing
  - Weiler Berg, Bergham, Edenberg, Elend, Goßmaning, Kornau, Laiming, Moosham, Obermühl, Raming, Schmiding, Streifl, Viehhausen, Weitmoos, Weng und Wörlham
  - Einöden Au bei Altenhohenau, Bach, Baumurn, Beichten, Eßbaum, Esterer, Feld, Geiereck, Grünbichel, Hochholz, Klosterfeld, Kreuth, Leiten, Lochen, Röthenbach, Straß, Untermühle, Wabach, Warnbach, Wechselberg und Weichselbaum
  - Kloster Altenhohenau

- Die Gemeinde Großkarolinenfeld mit 41 Gemeindeteilen:[21]
  - Pfarrdörfer Großkarolinenfeld und Tattenhausen
  - Kirchdorf Thann
  - Dörfer Filzen, Hub, Jarezöd und Thonbichl
  - Weiler Aschach, Auberg, Ester, Hilperting, Kirchsteig, Krabichl, Lehen, Linden, Öd, Ödenhub, Ried, Rott, Schlimmerstätt und Vogl
  - Einöden Alsterloh, Ametsbichl, Bach, Bichl, Buchrain, Deutlstätt, Frauenholz, Gröben, Gutmart, Haslau, Hohenaich, Kolberg, Mühlbach, Naglstätt, Petzenbichl, Rann, Riedhof, Schwaig, Stolz und Zweckstätt

- Die Gemeinde Gstadt a.Chiemsee mit 15 Gemeindeteilen:[22]
  - Pfarrdorf Gollenshausen am Chiemsee
  - Kirchdorf Gstadt am Chiemsee
  - Dörfer Loiberting und Aiglsbuch
  - Weiler Aich, Aisching, Ed, Lienzing, Lienzinger Moos, Mitterndorf, Plötzing, Preinersdorf, Schalchen, Söll und Weingarten

- Die Gemeinde Halfing mit 22 Gemeindeteilen:[23]
  - Pfarrdorf Halfing
  - Dörfer Egg, Forchtenegg, Gunzenham, Holzham und Mühldorf
  - Weiler Eberloh, Gehersberg, Graben, Grafing, Haslach, Hofbau, Irlach, Lungham, Racherting, Rundorf, Sonnendorf und Wölkham
  - Einöden Fahrtbichl, Hangendobl, Immling und Rothmoos

- Die Gemeinde Höslwang mit 25 Gemeindeteilen:[24]
  - Pfarrdorf Höslwang
  - Dörfer Almertsham, Obergebertsham, Sonnering und Unterhöslwang
  - Weiler Arxtham, Dielstein, Gachensolden, Guntersberg, Siegsdorf, Straß, Untergebertsham, Weiher und Zunham
  - Einöden Dobl, Edenstraß, Eßbaum, Hirschberg, Kronberg, Ötz, Pickenbach, Radl, Staudach, Stürzlham und Wimpersing

- Die Gemeinde Kiefersfelden mit 18 Gemeindeteilen:[25]
  - Pfarrdorf Kiefersfelden
  - Kirchdorf Nußlberg
  - Dörfer Gfallermühle, Kohlstatt, Mühlbach und Schöffau
  - Weiler Au, Breitenau, Hödenau, Köln, Mühlau, Ried und Wiesen
  - Einöden Althäusl, Guggenau, Rechenau, Troyer und Wildgrub.

- Die Stadt Kolbermoor mit 9 Gemeindeteilen:[26]
  - Hauptort Kolbermoor
  - Dörfer Aiblingerau, Grubholz, Lohholz, Mitterhart und Pullach
  - Siedlung Schlarbhofen
  - Weiler Oberhart
  - Staatsgut Moorkultur

- Der Markt Neubeuern mit 31 Gemeindeteilen:[27]
  - Hauptort Neubeuern
  - Kirchdorf Altenbeuern
  - Dörfer Altenmarkt am Inn, Fröschenthal, Holzham, Langweid, Neuwöhr, Pinswang, Saxenkam und Winkl
  - Weiler Anger, Au, Entleiten, Freibichl, Gasteig, Hepfengraben und Unterpösnach
  - Einöden Althaus, Angerl, Heft, Hinterhör, Nockl, Noppenthal, Oberpösnach, Scheuern, Schlecht, Sollach, Sondert, Vordersteinberg, Wasserleite und Wieslering

- Die Gemeinde Nußdorf a.Inn mit 26 Gemeindeteilen:[28]
  - Pfarrdorf Nußdorf am Inn
  - Kirchdorf Windshausen
  - Dorf Überfilzen
  - Weiler Bergen, Buchberg, Gritschen, Guggenau, Haus, Labach, Riedlberg, Sonnhart, Steinach und Urstall
  - Einöden Breiten, Kirchwald, Lieln, Mühlhausen, Mühlthal, Niederthann, Oberthann, Preisenberg, Ramsau, Schneebichl, Seilenau, Untersulzberg und Zain

- Die Gemeinde Oberaudorf mit 38 Gemeindeteilen:[29]
  - Pfarrdörfer Niederaudorf, Oberaudorf und Reisach
  - Kirchdorf Wall
  - Dörfer Agg, Auerbach, Schweinberg und Watschöd
  - Weiler Antritt, Buchau, Eck, Fahrenberg, Grafenherberg, Kleinberg, Moosen, Rechenau, Riedleiten und Wechselberg
  - Einöden Aschau, Behamgrub, Grub, Hocheck, Lechen, Mühlberg, Regau, Ried bei Fahrenberg, Rosengasse, Schindlberg, Schweinsteig, Seebach, Tatzelwurm, Thal, Trißl, Unterbichl, Zaglach, Zeisach und Zimmerau
  - Unterkunftshaus Brünnsteinhaus

- Die Gemeinde Pfaffing mit 72 Gemeindeteilen:[30]
  - Pfarrdorf Pfaffing
  - Kirchdörfer Ebrach und Rettenbach
  - Dörfer Dirnhart, Forsting, Hart, Lehen, Nederndorf, Oberndorf, Rattenbach, Ried, Springlbach und Steinhart
  - Weiler Angersberg, Bach, Bachleiten, Bichl, Boing, Buchsbaum, Faßrain, Filzen, Giglberg, Graben, Grafa, Grill, Hilgen, Holzmann, Neuhaus, Oberfarrach, Oberübermoos, Oed, Reith, Scheidsöd, Schlosserberg, Unterübermoos und Werfling
  - Einöden Buch, Buchleiten, Buchwald, Eglsee, Englmannstett, Eschlbach, Etz, Fudersöd, Gänsreit, Garnöd, Gmain, Gunzenrain, Hintergraben, Hof, Holzmannstett, Jakobtal, Knogl, Koblöd, Köckmühle, Krut, Lutzhäusl, Neuhäusl, Nodern, Obermoos, Oberöd, Pardieß, Perach, Potzmühle, Reischlhilgen, Schachaweber, Schrödlreit, Stauden, Unterfarrach, Untermoos, Voglsang und Zellbach

- Der Markt Prien a.Chiemsee mit 36 Gemeindeteilen:[31]
  - Hauptort Prien am Chiemsee
  - Kirchdorf Urschalling
  - Siedlung Westernach
  - Dörfer Atzing, Bachham, Ernsdorf, Harras, Osternach, Prutdorf, Siggenham, Trautersdorf und Vachendorf
  - Weiler Arbing, Bauernberg, Elperting, Gaishacken, Hoherting, Hub, Kaltenbach, Kumpfmühle, Leiten, Schmieding, Siegharting und Stetten
  - Einöden Au, Duft, Egerndorf, Griebling, Harlach, Irgarting, Mailing, Mitterweg, Mühlthal, Munzing, Mupferting und Schöllkopf

- Die Gemeinde Prutting mit 32 Gemeindeteilen:[32]
  - Pfarrdorf Prutting
  - Dörfer Bamham, Edling, Haidbichl, Haidham, Inzenham, Niedernburg, Obernburg, Sonnen und Wolkering
  - Weiler Aich, Altstein, Dobl, Haberspoint, Irlach, Köbl, Langhausen, Nendlberg, Osterlehen, Ried, Rotterstetten, Salmering und Spieln
  - Einöden Feichten, Forst am See, Hub, Königsberg, Moosen, Mühlthal, Rapolden, Rauch im Holz und Straßwend

- Die Gemeinde Ramerberg mit 21 Gemeindeteilen:[33]
  - Pfarrdorf Ramerberg
  - Dörfer Anger, Attelfeld, Reitberg, Sendling und Zellerreit
  - Weiler Berg, Eich, Loh, Schwarzöd, Stegen und Steingassen
  - Einöden Arch, Brandstett, Gasteig, Hagenbuch, Hofstett, Mitterhof, Oberkatzbach, Unterkatzbach und Zossöd

- Die Gemeinde Raubling mit 29 Gemeindeteilen:[34]
  - Pfarrdörfer Großholzhausen, Kirchdorf am Inn, Pfraundorf und Raubling
  - Kirchdörfer Kleinholzhausen, Nicklheim und Reischenhart
  - Dörfer Aich, Grünthal, Hochrunstfilze, Holz, Langweid, Moos und Spöck
  - Industrieort Redenfelden
  - Weiler Breiteich, Huben, Sonnenholz, Taigscheid, Thalreit und Wasserwiesen
  - Einöden Blodermühle, Fernöd, Gern, Hochstraß, Hoppenbichl, Staudach, Steinbruck und Stocka

- Die Gemeinde Riedering mit 70 Gemeindeteilen:[35]
  - Pfarrdörfer Riedering und Söllhuben
  - Kirchdörfer Gögging und Neukirchen a.Simssee
  - Dörfer Abersdorf, Beuerberg, Ecking, Irnkam, Kohlstatt, Moosen, Niedermoosen, Pfaffenbichl, Pietzing, Reitl, Schralling, Tinning, Wolferkam und Wurmsdorf
  - Weiler Ackersdorf, Albersberg, Anisag, Erlachmühle, Farnach, Holzen, Mangolding, Mühlham, Obermühl, Parnsberg, Patting, Persdorf, Petzgersdorf, Pietzenkirchen, Ried, Rögling, Schlierholz, Schmidham, Siegharting, Stadl, Thalham, Tiefenthal, Untermoosen, Unterputting und Wall
  - Einöden Aign, Baunigl, Bergham, Brand, Daxlberg, Esbaum, Haring, Heft, Kinten, Kohlstattberg, Kreut, Niederwall, Oberachthal, Obermoosen, Oberputting, Ofenwinkl, Pietzenberg, Schaidering, Schlipfing, Schwemmreit, Sechtl, Spreng, Stetten, Stuhlrain, Tiefenthal am Wald, Unterachthal und Wieden

- Die Gemeinde Rimsting mit 49 Gemeindeteilen:[36]
  - Pfarrdorf Rimsting
  - Kirchdörfer Greimharting und Sankt Salvator
  - Dörfer Aiterbach, Gänsbach, Hochstätt, Otterkring, Pinswang und Zacking
  - Weiler Bach, Burgersdorf, Dirnsberg, Finsterleiten, Gattern, Geigereck, Gmein, Guggenbichl, Haimling, Hitzing, Hörzing, Hötzelsberg, Huben, Krinning, Öd, Osterhofen, Ratzing, Schafwaschen, Sieglweiher, Stetten, Weiher und Westernach
  - Einöden Am Fürsaum, Berg, Buchberg, Eßbaum, Fürst, Garnpoint, Grub, Herrgottswinkel, Hocheck, Kalkgrub, Kaps, Kindlpoint, Oberhamberg, Point, Schering, Unterhamberg, Weingarten und Wensing

- Die Gemeinde Rohrdorf mit 38 Gemeindeteilen:[37]
  - Pfarrdörfer Höhenmoos, Lauterbach, Rohrdorf und Thansau
  - Dörfer Achenmühle, Geiging, Gmein, Hetzenbichl, Immelberg, Osterkam, Ranhartstetten, Schaurain, Thalmann und Unterimmelberg
  - Weiler Aichen, Buch, Eßbaum, Heiglmühle, Holling, Mitterweg, Oberapfelkam, Sachsenkam, Sinning, Speckbach, Thalham, Unterapfelkam und Wolfspoint
  - Einöden Eichwiese, Entbuch, Esbaum, Guggenbichl, Haslach, Hofmühle, Leitner am Berg, Loch, Sonnenleiten, Taffenreuth und Ziehen

- Die Gemeinde Rott a.Inn mit 32 Gemeindeteilen:[38]
  - Pfarrdorf Rott am Inn
  - Kirchdorf Feldkirchen
  - Dörfer Arbing, Au, Katzbach, Lengdorf, Meiling, Unterwöhrn und Zainach
  - Weiler Dinding, Dobl, Eich, Ferchen, Leiten, Maierbach, Manglham, Neuried, Oberlohen, Rabenbach, Ritzmehring, Sargau, Unterlohen und Wurzach
  - Einöden Aitermoos, Frauenöd, Hagenrain, Höhenrain, Obersaurain, Rottmoos, Schiffpoint, Stöbersberg und Untersaurain

- Die Gemeinde Samerberg mit 78 Gemeindeteilen:[39]
  - Pfarrdorf Törwang
  - Kirchdorf Grainbach
  - Dörfer Brunn, Dorfen, Eßbaum, Geisenkam, Holzmann, Hundham, Obereck, Schilding und Untereck
  - Weiler mit Kirche Roßholzen und Steinkirchen
  - Weiler Bichl, Brennbichl, Egernbach, Eiding, Fading, Friesing, Graben, Haus, Hilgen, Kohlgrub, Lochen, Mitterhof, Mühlthal, Oberleiten, Ried, Ried im Winkl, Schadhub, Schöffau, Schweibern, Schweinsteig, Siegharting, Sonnbach, Staben, Taxa, Thal, Unterstuff, Weickersing, Wenk und Witzenthal
  - Einöden Achenthal, Altmühl, Anker, Au, Bogenhausen, Bruchfeld, Dandlberg, Duft, Entgrub, Gern, Gernmühl, Gerstland, Gritschen, Hartbichl, Hintersteinberg, Laberg, Leger, Linden, Lues, Marchwies, Moosen, Nudlbichl, Oberschöffau, Oberstuff, Obersulzberg, Sägmühl, Sattelberg, Schwarzenbach, Stampfl, Straß, Unterleiten, Vordergrub, Weyer am Graben, Wiedholz, Wiesholzen und Ziffer

- Die Gemeinde Schechen mit 36 Gemeindeteilen:[40]
  - Pfarrdörfer Hochstätt und Pfaffenhofen am Inn
  - Kirchdorf Schechen
  - Dörfer Deutelhausen, Hart, Kaps, Lohen, Marienberg, Mintsberg und Mühlstätt
  - Weiler Au, Friesing, Germering, Haidach, Kronstaude, Pürstling, Rottmühle, Stadl, Wieden, Ziegelreuth und Zoß
  - Einöden (Gemeindeteile mit jeweils mehreren Einöden) Heiming, Hinterreut, Kobel, Lochberg, Moos, Oberwöhrn und Ranft
  - Einöden Berg, Brand, Eichwald, Geharting, Gigling, Mauth, Weiher und Wurzach

- Die Gemeinde Schonstett mit 17 Gemeindeteilen:[41]
  - Pfarrdorf Schonstett
  - Dörfer Au und Zillham
  - Weiler Achen, Aichet, Breitenbach, Frieberting, Helperting, Murn, Neubau, Rauhöd und Rieperting
  - Einöden Irlach, Köhl, Schwöll, Weichselbaum und Weiher

- Die Gemeinde Söchtenau mit 36 Gemeindeteilen:[42]
  - Pfarrdörfer Schwabering und Söchtenau
  - Dörfer Aschau, Berg, Dingbuch, Hafendorf, Haid, Innthal, Krottenmühl, Lampersberg, Reischach, Ullerting und Untershofen
  - Weiler Burg, Eichen am Simssee, Grölking, Hayng, Könbarn, Osterfing, Rachelsberg, Schürfmühle, Siferling, Straß, Stucksdorf, Unterthal und Wilperting
  - Einöden Brand, Eßbaum, Furtmühle, Heumühle, Lohen, Oberthal, Rins, Spöck, Stetten und Waldhof

- Die Gemeinde Soyen mit 85 Gemeindeteilen:[43]
  - Pfarrdorf Rieden
  - Kirchdorf Soyen
  - Dörfer Hohenburg, Hub, Koblberg, Maierhof, Mühlthal, Oed und Teufelsbruck
  - Weiler mit Kirche Kirchreit
  - Weiler Altensee, Bischof, Buchsee, Daim, Fischbach, Frauenholzen, Freiberg, Fußstätt, Graben, Grasweg, Gschwendt, Hundsham, Kasten, Kobel, Kraimoos, Lehen, Loderstätt, Oedsberg, Plöd, Reiching, Rottenhub, Schlicht, Schweigstätt, Seeburg, Stauden, Steinberg, Strohreit, Urfahrn, Weidgarten, Weiher, Wendling und Zell
  - Einöden Aichmeier, Bachmühle, Berg, Brandstett, Buchenthal, Burreit, Demoos, Edlwagen, Edmühle, Gröben, Grub, Halmberg, Hannstätt, Hinterleiten, Hirschpoint, Hofstett, Hörgen, Hoswaschen, Kitzberg, Köbing, Königswart, Krautthal, Lamplstätt, Lamsöd, Lettmoos, Pichl, Polln, Reiten, Richterstett, Röhrmoos, Schabau, Schleifmühle, Sieghart, Sonnenholzen, Straßinderl, Taubmoos, Thal, Trautbach, Vorderleiten, Vordersberg, Wagenstätt, Wetterstett und Zuhr

- Die Gemeinde Stephanskirchen mit 48 Gemeindeteilen:[44]
  - Pfarrdörfer Haidholzen und Schloßberg
  - Kirchdörfer Baierbach, Leonhardspfunzen und Stephanskirchen
  - Dörfer Eckenholz, Eitzing, Gehering, Hofau, Hofleiten, Hofmühle, Högering, Höhensteig, Kragling, Landl, Lauterbacherfilze, Reikering, Simserfilze, Simssee, Waldering, Westerndorf, Westerndorferfilze und Ziegelberg
  - Weiler Graben, Grasweg, Haiden, Innleiten, Kieling, Kohlhaufmühle, Kreut, Kronstauden, Lack, Landlmühle, Murnau, Pulvermühle, Sims, Sonnenholz und Weinberg
  - Einöden Eichbichl, Entleiten, Fussen, Kleinholzen, Krottenhausmühle, Leiten, Neumühle, Oed, Puster und Schömering

- Die Gemeinde Tuntenhausen mit 57 Gemeindeteilen:[45]
  - Pfarrdörfer Beyharting, Lampferding, Ostermünchen, Schönau und Tuntenhausen
  - Kirchdörfer Biberg, Dettendorf, Hohenthann, Jakobsberg und Maxlrain
  - Dörfer Antersberg, Aubenhausen, Berg, Bolkam, Brettschleipfen, Haus, Innerthann, Oberrain, Schmidhausen, Sindlhausen, Söhl, Stetten, Thal und Weiching
  - Weiler Bichl, Eisenbartling, Emling, Fischbach, Höglhaus, Holzbichl, Hopfen, Hörmating, Karlsried, Mailling, Moosmühle, Nordhof, Oed, Schweizerberg und Unterrain
  - Einöden Bach, Bichl, Eggarten, Fuchsholz, Großrain, Guperding, Knogl, Kronbichl, Mühlholz, Neureith, Pangraz, Schlafthal, Schwaig, Schweizerting, Seisrain, Stetten, Voglried und Weng

- Die Gemeinde Vogtareuth mit 50 Gemeindeteilen:[46]
  - Pfarrdörfer Vogtareuth und Zaisering
  - Kirchdorf Straßkirchen
  - Dörfer Aign, Buch, Eglham, Lochen, Sulmaring, Tödtenberg und Weikering
  - Weiler Benning, Egllack, Entmoos, Gaffl, Gmain, Hofstätt, Hölking, Holzleiten, Leiten, Lueg, Oberwindering, Rackerting, Reipersberg, Straßöd, Sunkenroth, Untersee, Unterwindering, Viehhausen, Wall, Weidach, Winkl, Zaißberg und Ziellechen
  - Einöden Eichbichl, Entberg, Entfelden, Farmach, Forst, Haid, Kalkgrub, Knogl, Oed, Pirach, Ried, Schneiderwies, Seehub, Seeleiten, Seppl im Holz, Vettl und Vogleiten

- Die Stadt Wasserburg a.Inn mit 22 Gemeindeteilen:[47]
  - Hauptort Wasserburg am Inn
  - Pfarrdorf Attel
  - Kirchdorf Reitmehring
  - Dörfer Kornberg, Rottmoos, Seewies, Viehhausen und Weikertsham
  - Weiler Attlerau, Au, Edgarten, Elend, Kobl, Kroit, Limburg, Reisach und Staudham
  - Einöden Gern, Heberthal, Langwiederberg und Osterwies
  - Anstalt Gabersee

## Alphabetische Liste
In Fettschrift erscheinen die Orte, die namengebend für die Gemeinde sind.

### A
- Abel zu Bad Aibling
- Abersdorf zu Riedering
- Abling zu Bernau a.Chiemsee
- Achen zu Amerang
- Achen zu Schonstett
- Achenmühle zu Rohrdorf
- Achenthal zu Samerberg
- Achthal zu Bad Endorf
- Achthal zu Bad Feilnbach
- Ackersdorf zu Riedering
- Adlfurt zu Bad Aibling
- Agg zu Oberaudorf
- Aham zu Eiselfing
- Aiblingerau zu Kolbermoor
- Aich zu Bad Feilnbach
- Aich zu Brannenburg
- Aich zu Frasdorf
- Aich zu Gstadt a.Chiemsee
- Aich zu Prutting
- Aich zu Raubling
- Aichen zu Rohrdorf
- Aichet zu Schonstett
- Aichmeier zu Soyen
- Aiglsbuch zu Gstadt a.Chiemsee
- Aign zu Albaching
- Aign zu Bad Feilnbach
- Aign zu Riedering
- Aign zu Vogtareuth
- Aisching zu Gstadt a.Chiemsee
- Aiterbach zu Rimsting
- Aitermoos zu Rott a.Inn
- Albaching
- Albersberg zu Riedering
- Allersing zu Babensham
- Allmannsberg zu Edling
- Almertsham zu Höslwang
- Alsterloh zu Großkarolinenfeld
- Altbabensham zu Babensham
- Alteiselfing zu Eiselfing
- Altenbeuern zu Neubeuern
- Altenburg zu Bad Feilnbach
- Altenburg zu Brannenburg
- Altenburg zu Feldkirchen-Westerham
- Altenhohenau zu Griesstätt
- Altenmarkt am Inn zu Neubeuern
- Altensee zu Soyen
- Althaus zu Neubeuern
- Althäusl zu Kiefersfelden
- Altmühl zu Samerberg
- Altofing zu Bad Feilnbach
- Altstein zu Prutting
- Am Fürsaum zu Rimsting
- Am Saum zu Feldkirchen-Westerham
- Amerang
- Ametsbichl zu Großkarolinenfeld
- Anger zu Bad Endorf
- Anger zu Frasdorf
- Anger zu Neubeuern
- Anger zu Ramerberg
- Angerl zu Neubeuern
- Angersberg zu Pfaffing
- Anisag zu Riedering
- Anker zu Samerberg
- Antersberg zu Tuntenhausen
- Antritt zu Brannenburg
- Antritt zu Oberaudorf
- Antwort zu Bad Endorf
- Anzenberg zu Edling
- Anzing zu Bad Endorf
- Arbing zu Prien a.Chiemsee
- Arbing zu Rott a.Inn
- Arch zu Ramerberg
- Arxtham zu Höslwang
- Asbichl zu Bad Endorf
- Aschach zu Aschau i.Chiemgau
- Aschach zu Großkarolinenfeld
- Aschau zu Oberaudorf
- Aschau zu Söchtenau
- Aschau i.Chiemgau
- Aschbach zu Feldkirchen-Westerham
- Aschhofen zu Feldkirchen-Westerham
- Asham zu Amerang
- Ast zu Feldkirchen-Westerham
- Asten zu Flintsbach a.Inn
- Attel zu Wasserburg a.Inn
- Attelfeld zu Ramerberg
- Attelthal zu Edling
- Attich zu Aschau i.Chiemgau
- Attlerau zu Wasserburg a.Inn
- Attwies zu Amerang
- Atzing zu Prien a.Chiemsee
- Au zu Edling
- Au zu Flintsbach a.Inn
- Au zu Kiefersfelden
- Au zu Neubeuern
- Au zu Prien a.Chiemsee
- Au zu Rott a.Inn
- Au zu Samerberg
- Au zu Schechen
- Au zu Schonstett
- Au zu Wasserburg a.Inn
- Au bei Altenhohenau zu Griesstätt
- Au bei Bad Aibling zu Bad Feilnbach
- Aubenhausen zu Tuntenhausen
- Auberg zu Großkarolinenfeld
- Auerbach zu Oberaudorf
- Aufham zu Aschau i.Chiemgau
- Aufham zu Eggstätt
- Aufing zu Bernau a.Chiemsee
- Außerkoy zu Aschau i.Chiemgau
- Außerwald zu Aschau i.Chiemgau

↑ Zurück zum Inhaltsverzeichnis

### B
- Babensham
- Bach zu Aschau i.Chiemgau
- Bach zu Babensham
- Bach zu Bad Endorf
- Bach zu Bernau a.Chiemsee
- Bach zu Griesstätt
- Bach zu Großkarolinenfeld
- Bach zu Pfaffing
- Bach zu Rimsting
- Bach zu Tuntenhausen
- Bachgraben zu Frasdorf
- Bachham zu Eggstätt
- Bachham zu Prien a.Chiemsee
- Bachleiten zu Pfaffing
- Bachmehring zu Eiselfing
- Bachmühle zu Soyen
- Bäckermühle zu Frasdorf
- Bad Aibling
- Bad Endorf
- Bad Feilnbach
- Baierbach zu Stephanskirchen
- Bamham zu Prutting
- Bärnham zu Babensham
- Batterberg zu Bad Endorf
- Bauer am Berg zu Flintsbach a.Inn
- Bauernberg zu Prien a.Chiemsee
- Baumgarten zu Albaching
- Baumgarten zu Brannenburg
- Baumurn zu Griesstätt
- Baunigl zu Riedering
- Behamgrub zu Oberaudorf
- Beichten zu Griesstätt
- Benning zu Vogtareuth
- Berbling zu Bad Aibling
- Berg zu Albaching
- Berg zu Aschau i.Chiemgau
- Berg zu Bad Feilnbach
- Berg zu Eiselfing
- Berg zu Griesstätt
- Berg zu Ramerberg
- Berg zu Rimsting
- Berg zu Schechen
- Berg zu Söchtenau
- Berg zu Soyen
- Berg zu Tuntenhausen
- Bergen zu Nußdorf a.Inn
- Berghalde zu Bad Feilnbach
- Bergham zu Babensham
- Bergham zu Bad Endorf
- Bergham zu Bernau a.Chiemsee
- Bergham zu Bruckmühl
- Bergham zu Eiselfing
- Bergham zu Griesstätt
- Bergham zu Riedering
- Bergmeier zu Albaching
- Bernau a.Chiemsee
- Beuerberg zu Riedering
- Beyharting zu Tuntenhausen
- Biberg zu Tuntenhausen
- Bichl zu Bad Feilnbach
- Bichl zu Brannenburg
- Bichl zu Frasdorf
- Bichl zu Großkarolinenfeld
- Bichl zu Pfaffing
- Bichl zu Samerberg
- Bichl zu Tuntenhausen
- Bichl zu Tuntenhausen
- Bichling zu Bernau a.Chiemsee
- Bindham zu Bad Feilnbach
- Birkmaier zu Albaching
- Birkmann zu Bad Feilnbach
- Bischof zu Soyen
- Blaufeld zu Babensham
- Blindenried zu Bad Feilnbach
- Blodermühle zu Raubling
- Bogenhausen zu Samerberg
- Boing zu Pfaffing
- Bolkam zu Tuntenhausen
- Brainpold zu Bad Feilnbach
- Brand zu Riedering
- Brand zu Schechen
- Brand zu Söchtenau
- Brandenberg zu Frasdorf
- Brandstätt zu Edling
- Brandstett zu Ramerberg
- Brandstett zu Soyen
- Brannenburg
- Breitbrunn zu Edling
- Breitbrunn a.Chiemsee
- Breiteich zu Raubling
- Breiten zu Nußdorf a.Inn
- Breitenau zu Kiefersfelden
- Breitenbach zu Eiselfing
- Breitenbach zu Schonstett
- Breitenberg zu Bruckmühl
- Breitenloh zu Breitbrunn a.Chiemsee
- Breitmoos zu Edling
- Brennbichl zu Samerberg
- Brettschleipfen zu Bad Feilnbach
- Brettschleipfen zu Tuntenhausen
- Brodhub zu Bad Feilnbach
- Bruchfeld zu Samerberg
- Bruck zu Edling
- Brückl zu Aschau i.Chiemgau
- Bruckmühl
- Brudersham zu Babensham
- Brunn zu Samerberg
- Brünnsteinhaus zu Oberaudorf
- Brunnthal zu Brannenburg
- Buch zu Eggstätt
- Buch zu Pfaffing
- Buch zu Rohrdorf
- Buch zu Vogtareuth
- Bucha zu Aschau i.Chiemgau
- Buchau zu Oberaudorf
- Buchberg zu Feldkirchen-Westerham
- Buchberg zu Nußdorf a.Inn
- Buchberg zu Rimsting
- Buchen zu Bruckmühl
- Buchenthal zu Soyen
- Buchleiten zu Pfaffing
- Buchrain zu Großkarolinenfeld
- Buchsbaum zu Pfaffing
- Buchsee zu Soyen
- Buchwald zu Pfaffing
- Burg zu Söchtenau
- Burgersdorf zu Rimsting
- Burgreith zu Amerang
- Burkering zu Amerang
- Burreit zu Soyen

↑ Zurück zum Inhaltsverzeichnis

### C
- Chiemsee (nur Gemeindename, kein Ort)
- Chiemseepark Felden zu Bernau a.Chiemsee

↑ Zurück zum Inhaltsverzeichnis

### D
- Daburg zu Edling
- Daim zu Soyen
- Dandlberg zu Samerberg
- Daumberg zu Bad Endorf
- Daxa zu Frasdorf
- Daxlberg zu Riedering
- Degerndorf am Inn zu Brannenburg
- Demoos zu Soyen
- Derndorf zu Bad Feilnbach
- Dettendorf zu Bad Feilnbach
- Dettendorf zu Tuntenhausen
- Deutelhausen zu Schechen
- Deutlstätt zu Großkarolinenfeld
- Dieberg zu Albaching
- Dielstein zu Höslwang
- Dinding zu Rott a.Inn
- Dingbuch zu Söchtenau
- Dirnberg zu Amerang
- Dirneck zu Eiselfing
- Dirnhart zu Pfaffing
- Dirnsberg zu Rimsting
- Dobl zu Amerang
- Dobl zu Babensham
- Dobl zu Höslwang
- Dobl zu Prutting
- Dobl zu Rott a.Inn
- Dorfbach zu Bad Endorf
- Dorfen zu Samerberg
- Dösdorf zu Frasdorf
- Duft zu Prien a.Chiemsee
- Duft zu Samerberg
- Durrhausen zu Amerang

↑ Zurück zum Inhaltsverzeichnis

### E
- Eberloh zu Halfing
- Ebersberg zu Bruckmühl
- Ebnat zu Frasdorf
- Ebrach zu Pfaffing
- Eck zu Amerang
- Eck zu Oberaudorf
- Eckenholz zu Stephanskirchen
- Eckersberg zu Bad Feilnbach
- Ecking zu Riedering
- Ed zu Gstadt a.Chiemsee
- Edenberg zu Griesstätt
- Edenkling zu Babensham
- Edenstraß zu Höslwang
- Edgarten zu Edling
- Edgarten zu Wasserburg a.Inn
- Edling
- Edling zu Prutting
- Edlwagen zu Soyen
- Edmühle zu Soyen
- Egernbach zu Samerberg
- Egerndorf zu Prien a.Chiemsee
- Egg zu Halfing
- Eggarten zu Tuntenhausen
- Eggerdach zu Amerang
- Eggstätt
- Eglham zu Vogtareuth
- Egllack zu Vogtareuth
- Eglsee zu Pfaffing
- Eiblwies zu Brannenburg
- Eich zu Ramerberg
- Eich zu Rott a.Inn
- Eichbichl zu Stephanskirchen
- Eichbichl zu Vogtareuth
- Eichellohe zu Eiselfing
- Eichen am Simssee zu Söchtenau
- Eichet zu Bernau a.Chiemsee
- Eichleiten zu Amerang
- Eichwald zu Schechen
- Eichwiese zu Rohrdorf
- Eiding zu Babensham
- Eiding zu Samerberg
- Einfang zu Aschau i.Chiemgau
- Einöden zu Flintsbach a.Inn
- Eiselfing
- Eisenbartling zu Bad Endorf
- Eisenbartling zu Tuntenhausen
- Eitzing zu Stephanskirchen
- Elend zu Griesstätt
- Elend zu Wasserburg a.Inn
- Elendskirchen zu Feldkirchen-Westerham
- Ellerding zu Amerang
- Ellmosen zu Bad Aibling
- Elperting zu Prien a.Chiemsee
- Emling zu Tuntenhausen
- Engerndorf zu Aschau i.Chiemgau
- Engling zu Bad Endorf
- Englmannstett zu Pfaffing
- Englstetten zu Amerang
- Entberg zu Vogtareuth
- Entbuch zu Rohrdorf
- Entfelden zu Vogtareuth
- Entgrub zu Samerberg
- Entleiten zu Neubeuern
- Entleiten zu Stephanskirchen
- Entmoos zu Vogtareuth
- Erlach zu Brannenburg
- Erlach zu Flintsbach a.Inn
- Erlachmühle zu Riedering
- Ernsdorf zu Prien a.Chiemsee
- Ernst zu Babensham
- Erpertsham zu Eiselfing
- Esbaum zu Riedering
- Esbaum zu Rohrdorf
- Eschlbach zu Pfaffing
- Eßbaum zu Amerang
- Eßbaum zu Griesstätt
- Eßbaum zu Höslwang
- Eßbaum zu Rimsting
- Eßbaum zu Rohrdorf
- Eßbaum zu Samerberg
- Eßbaum zu Söchtenau
- Ester zu Großkarolinenfeld
- Esterer zu Griesstätt
- Etz zu Pfaffing
- Eulenau zu Bad Feilnbach
- Eulenthal zu Bad Feilnbach
- Eutenhausen zu Feldkirchen-Westerham
- Evenhausen zu Amerang

↑ Zurück zum Inhaltsverzeichnis

### F
- Fachendorf zu Bad Aibling
- Fading zu Samerberg
- Fahrenberg zu Oberaudorf
- Fahrtbichl zu Halfing
- Falkenstein zu Flintsbach a.Inn
- Farbing zu Bernau a.Chiemsee
- Farmach zu Vogtareuth
- Farnach zu Riedering
- Faßrain zu Pfaffing
- Feichten zu Amerang
- Feichten zu Prutting
- Feld zu Griesstätt
- Feldkirchen zu Feldkirchen-Westerham
- Feldkirchen-Westerham
- Feldkirchen zu Rott a.Inn
- Feldolling zu Feldkirchen-Westerham
- Fellerer zu Aschau i.Chiemgau
- Felling zu Edling
- Ferchen zu Rott a.Inn
- Fernöd zu Raubling
- Filzen zu Großkarolinenfeld
- Filzen zu Pfaffing
- Finsterleiten zu Rimsting
- Fischbach zu Soyen
- Fischbach zu Tuntenhausen
- Fischbach am Inn zu Flintsbach a.Inn
- Fischberg zu Albaching
- Flintsbach a.Inn
- Forchtenegg zu Halfing
- Forst zu Vogtareuth
- Forst am See zu Prutting
- Forsting zu Bad Feilnbach
- Forsting zu Pfaffing
- Frasdorf
- Frauenchiemsee zu Chiemsee
- Frauenholz zu Großkarolinenfeld
- Frauenholzen zu Soyen
- Frauenöd zu Rott a.Inn
- Freiberg zu Soyen
- Freibichl zu Neubeuern
- Freiham zu Eiselfing
- Freinberg zu Amerang
- Frieberting zu Breitbrunn a.Chiemsee
- Frieberting zu Schonstett
- Friesing zu Samerberg
- Friesing zu Schechen
- Froitshub zu Amerang
- Fröschenthal zu Neubeuern
- Fuchsholz zu Tuntenhausen
- Fuchstal zu Edling
- Fuchsthal zu Albaching
- Fuchsthal zu Eiselfing
- Fudersöd zu Pfaffing
- Fürholzen zu Edling
- Fürst zu Rimsting
- Furth zu Albaching
- Furth zu Amerang
- Furtmühle zu Söchtenau
- Fussen zu Stephanskirchen
- Fußstätt zu Soyen

↑ Zurück zum Inhaltsverzeichnis

### G
- Gaben zu Bad Endorf
- Gabersee zu Wasserburg a.Inn
- Gachensolden zu Höslwang
- Gaffl zu Vogtareuth
- Gaishacken zu Prien a.Chiemsee
- Gammersham zu Eiselfing
- Gänsbach zu Rimsting
- Gänsreit zu Pfaffing
- Garnöd zu Pfaffing
- Garnpoint zu Rimsting
- Gartlach zu Eiselfing
- Gasbichl zu Frasdorf
- Gasteig zu Ramerberg
- Gasteig zu Neubeuern
- Gattern zu Bernau a.Chiemsee
- Gattern zu Breitbrunn a.Chiemsee
- Gattern zu Rimsting
- Geharting zu Schechen
- Gehering zu Stephanskirchen
- Gehersberg zu Halfing
- Gehetsberg zu Babensham
- Geiereck zu Amerang
- Geiereck zu Griesstätt
- Geigereck zu Rimsting
- Geiging zu Rohrdorf
- Geisenkam zu Samerberg
- Gembachau zu Brannenburg
- Germering zu Schechen
- Gern zu Bad Feilnbach
- Gern zu Raubling
- Gern zu Samerberg
- Gern zu Wasserburg a.Inn
- Gernmühl zu Samerberg
- Gerstland zu Samerberg
- Gfallermühle zu Kiefersfelden
- Giebing zu Bernau a.Chiemsee
- Giglberg zu Edling
- Giglberg zu Pfaffing
- Gigling zu Schechen
- Ginnerting zu Frasdorf
- Ginsham zu Bruckmühl
- Gissübl zu Babensham
- Gmain zu Brannenburg
- Gmain zu Pfaffing
- Gmain zu Vogtareuth
- Gmain am Inn zu Brannenburg
- Gmein zu Rimsting
- Gmein zu Rohrdorf
- Gmeinwies zu Feldkirchen-Westerham
- Gögging zu Riedering
- Gollenshausen am Chiemsee zu Gstadt a.Chiemsee
- Gstadt am Chiemsee
- Goßmaning zu Griesstätt
- Göttersberg zu Aschau i.Chiemgau
- Götting zu Bruckmühl
- Gottschalling zu Bad Feilnbach
- Graben zu Frasdorf
- Graben zu Halfing
- Graben zu Pfaffing
- Graben zu Samerberg
- Graben zu Soyen
- Graben zu Stephanskirchen
- Grafa zu Pfaffing
- Grafenherberg zu Oberaudorf
- Grafing zu Halfing
- Grainbach zu Samerberg
- Grasweg zu Albaching
- Grasweg zu Soyen
- Grasweg zu Stephanskirchen
- Grattenbach zu Aschau i.Chiemgau
- Greimelberg zu Frasdorf
- Greimharting zu Rimsting
- Grenzhub zu Aschau i.Chiemgau
- Griebling zu Prien a.Chiemsee
- Gries zu Bad Endorf
- Gries zu Bad Feilnbach
- Griesmeier zu Babensham
- Grießenbach zu Brannenburg
- Griesstätt
- Grill zu Pfaffing
- Gritschen zu Nußdorf a.Inn
- Gritschen zu Samerberg
- Gröben zu Albaching
- Gröben zu Amerang
- Gröben zu Bad Aibling
- Gröben zu Bernau a.Chiemsee
- Gröben zu Großkarolinenfeld
- Gröben zu Soyen
- Grölking zu Söchtenau
- Gröning zu Amerang
- Großbrunn zu Albaching
- Großhöhenrain zu Feldkirchen-Westerham
- Großholzhausen zu Raubling
- Großkarolinenfeld
- Großrain zu Tuntenhausen
- Grub zu Amerang
- Grub zu Oberaudorf
- Grub zu Rimsting
- Grub zu Soyen
- Grubholz zu Eiselfing
- Grubholz zu Kolbermoor
- Grünbichel zu Griesstätt
- Grünhofen zu Amerang
- Grünthal zu Raubling
- Grünwald zu Aschau i.Chiemgau
- Gschwendt zu Edling
- Gschwendt zu Soyen
- Gstadt a.Chiemsee
- Guggenau zu Kiefersfelden
- Guggenau zu Nußdorf a.Inn
- Guggenberg zu Babensham
- Guggenbichl zu Rimsting
- Guggenbichl zu Rohrdorf
- Gumpertsham zu Babensham
- Gundelsberg zu Bad Feilnbach
- Guntersberg zu Höslwang
- Gunzenham zu Halfing
- Gunzenrain zu Pfaffing
- Gunzlloh zu Bad Feilnbach
- Guperding zu Tuntenhausen
- Gut Lambelhof zu Bernau a.Chiemsee
- Gutmart zu Großkarolinenfeld

↑ Zurück zum Inhaltsverzeichnis

### H
- Haag zu Feldkirchen-Westerham
- Haberspoint zu Prutting
- Haderloh zu Babensham
- Hafendorf zu Söchtenau
- Hafenham zu Eiselfing
- Hafenstein zu Bernau a.Chiemsee
- Hafnach zu Flintsbach a.Inn
- Hagenbuch zu Ramerberg
- Hagenrain zu Rott a.Inn
- Haid zu Griesstätt
- Haid zu Söchtenau
- Haid zu Vogtareuth
- Haidach zu Schechen
- Haidbichl zu Prutting
- Haiden zu Stephanskirchen
- Haidham zu Prutting
- Haidholzen zu Stephanskirchen
- Haimling zu Rimsting
- Hainbach zu Aschau i.Chiemgau
- Haindorf zu Aschau i.Chiemgau
- Halfing
- Halfurt zu Amerang
- Hallerschneid zu Amerang
- Halmannsöd zu Amerang
- Halmberg zu Soyen
- Hamberg zu Amerang
- Hammer zu Feldkirchen-Westerham
- Hammerbach zu Aschau i.Chiemgau
- Hangendobl zu Halfing
- Hannstätt zu Soyen
- Haring zu Riedering
- Harlach zu Prien a.Chiemsee
- Harras zu Prien a.Chiemsee
- Harraß zu Albaching
- Hart zu Edling
- Hart zu Pfaffing
- Hart zu Schechen
- Hartbichl zu Samerberg
- Harthausen zu Bad Aibling
- Hartmannsberg zu Bad Endorf
- Haslach zu Bad Aibling
- Haslach zu Halfing
- Haslach zu Rohrdorf
- Haslau zu Frasdorf
- Haslau zu Großkarolinenfeld
- Haslreit zu Amerang
- Hatthal zu Amerang
- Haus zu Breitbrunn a.Chiemsee
- Haus zu Nußdorf a.Inn
- Haus zu Samerberg
- Haus zu Tuntenhausen
- Hausmehring zu Eiselfing
- Hausstatt zu Bad Feilnbach
- Hayng zu Söchtenau
- Heberthal zu Wasserburg a.Inn
- Hebertsham zu Eiselfing
- Heft zu Neubeuern
- Heft zu Riedering
- Heiglmühle zu Rohrdorf
- Heimathsberg zu Bad Aibling
- Heiming zu Schechen
- Heinrichsdorf zu Bad Aibling
- Helperting zu Schonstett
- Hemberg zu Bad Endorf
- Hemhof zu Bad Endorf
- Hendenham zu Frasdorf
- Hepfengraben zu Neubeuern
- Herbstham zu Babensham
- Heroldsöd zu Bernau a.Chiemsee
- Herrenchiemsee zu Chiemsee
- Herrgottswinkel zu Rimsting
- Hetzenbichl zu Rohrdorf
- Heufeld zu Bruckmühl
- Heufeldmühle zu Bruckmühl
- Heumühle zu Söchtenau
- Hierankl zu Frasdorf
- Hilgen zu Amerang
- Hilgen zu Pfaffing
- Hilgen zu Samerberg
- Hilperting zu Großkarolinenfeld
- Hinrichssegen zu Bruckmühl
- Hintergraben zu Pfaffing
- Hintergschwendt zu Aschau i.Chiemgau
- Hinterholzmühle zu Amerang
- Hinterhör zu Neubeuern
- Hinterkronberg zu Brannenburg
- Hinterleiten zu Babensham
- Hinterleiten zu Brannenburg
- Hinterleiten zu Soyen
- Hinterreut zu Schechen
- Hintersteinberg zu Samerberg
- Hinterstetten zu Babensham
- Hirnsberg zu Bad Endorf
- Hirschberg zu Bruckmühl
- Hirschberg zu Höslwang
- Hirschpoint zu Soyen
- Hittenkirchen zu Bernau a.Chiemsee
- Hitzelsberg zu Bernau a.Chiemsee
- Hitzing zu Rimsting
- Hocheck zu Oberaudorf
- Hocheck zu Rimsting
- Hochhaus zu Edling
- Hochholz zu Griesstätt
- Hochrunstfilze zu Raubling
- Hochstätt zu Rimsting
- Hochstätt zu Schechen
- Hochstraß zu Raubling
- Hödenau zu Kiefersfelden
- Hof zu Bad Feilnbach
- Höf zu Brannenburg
- Hof zu Pfaffing
- Hofau zu Stephanskirchen
- Hofbau zu Halfing
- Hofberg zu Feldkirchen-Westerham
- Hoferalm zu Bad Feilnbach
- Hofham zu Bad Endorf
- Hofleiten zu Stephanskirchen
- Hofmühle zu Rohrdorf
- Hofmühle zu Stephanskirchen
- Hofstätt zu Amerang
- Hofstätt zu Vogtareuth
- Hofstett zu Ramerberg
- Hofstett zu Soyen
- Högering zu Stephanskirchen
- Höglhaus zu Tuntenhausen
- Högling zu Bruckmühl
- Hohenaich zu Großkarolinenfeld
- Hohenaschau im Chiemgau zu Aschau i.Chiemgau
- Höhenberg zu Aschau i.Chiemgau
- Hohenburg zu Soyen
- Hohenfried zu Feldkirchen-Westerham
- Höhenmoos zu Rohrdorf
- Hohenöd zu Amerang
- Höhenrain zu Rott a.Inn
- Höhensteig zu Stephanskirchen
- Hohenthann zu Tuntenhausen
- Hoherting zu Prien a.Chiemsee
- Höhfelden zu Eiselfing
- Hoiß zu Bad Feilnbach
- Hölking zu Vogtareuth
- Höllenstein zu Brannenburg
- Höllersöd zu Amerang
- Höllhäusl zu Babensham
- Holling zu Rohrdorf
- Holz zu Raubling
- Holzberg zu Bad Endorf
- Holzbichl zu Tuntenhausen
- Holzen zu Babensham
- Holzen zu Bad Endorf
- Holzen zu Breitbrunn a.Chiemsee
- Holzen zu Riedering
- Holzham zu Halfing
- Holzham zu Neubeuern
- Holzhausen zu Bad Aibling
- Holzhausen zu Griesstätt
- Holzleiten zu Vogtareuth
- Holzmann zu Pfaffing
- Holzmann zu Samerberg
- Holzmannstett zu Pfaffing
- Holzwimm zu Babensham
- Hopfen zu Tuntenhausen
- Hopfgarten zu Amerang
- Hopfgarten zu Babensham
- Hoppenbichl zu Raubling
- Hörgen zu Soyen
- Hörmating zu Tuntenhausen
- Hornau zu Bruckmühl
- Hörzing zu Rimsting
- Höslwang
- Hoswaschen zu Soyen
- Hötzelsberg zu Rimsting
- Hötzing zu Bernau a.Chiemsee
- Hub zu Amerang
- Hub zu Aschau i.Chiemgau
- Hub zu Feldkirchen-Westerham
- Hub zu Großkarolinenfeld
- Hub zu Prien a.Chiemsee
- Hub zu Prutting
- Hub zu Soyen
- Huben zu Aschau i.Chiemgau
- Huben zu Raubling
- Huben zu Rimsting
- Hummelhausen zu Bad Feilnbach
- Hundham zu Samerberg
- Hundsham zu Soyen

↑ Zurück zum Inhaltsverzeichnis

### I
- Immelberg zu Rohrdorf
- Immling zu Halfing
- Imstetten zu Babensham
- Innerkoy zu Aschau i.Chiemgau
- Innerthann zu Tuntenhausen
- Innerwald zu Aschau i.Chiemgau
- Innleiten zu Stephanskirchen
- Innthal zu Söchtenau
- Inzenham zu Prutting
- Irgarting zu Prien a.Chiemsee
- Irlach zu Frasdorf
- Irlach zu Halfing
- Irlach zu Prutting
- Irlach zu Schonstett
- Irlham zu Babensham
- Irnberg zu Feldkirchen-Westerham
- Irnkam zu Riedering
- Irschen zu Bernau a.Chiemsee

↑ Zurück zum Inhaltsverzeichnis

### J
- Jakobsberg zu Tuntenhausen
- Jakobtal zu Pfaffing
- Jarezöd zu Großkarolinenfeld
- Jenbach zu Bad Feilnbach
- Jenkofen zu Bruckmühl
- Jolling zu Bad Endorf

↑ Zurück zum Inhaltsverzeichnis

### K
- Kailbach zu Breitbrunn a.Chiemsee
- Kainöd zu Babensham
- Kalkgrub zu Rimsting
- Kalkgrub zu Vogtareuth
- Kaltenbach zu Prien a.Chiemsee
- Kaltenbrunn zu Frasdorf
- Kalteneck zu Albaching
- Kammer zu Amerang
- Kammerloh zu Eiselfing
- Kämpfenthal zu Breitbrunn a.Chiemsee
- Kaps zu Rimsting
- Kaps zu Schechen
- Karlsried zu Tuntenhausen
- Kasten zu Soyen
- Katzbach zu Rott a.Inn
- Kematen zu Babensham
- Kematen zu Bad Feilnbach
- Kernpoint zu Babensham
- Kerschdorf zu Eiselfing
- Kettenham zu Griesstätt
- Kiefersfelden
- Kieling zu Stephanskirchen
- Kindlpoint zu Rimsting
- Kinten zu Riedering
- Kirchbach zu Brannenburg
- Kirchdorf a.Haunpold zu Bruckmühl
- Kirchdorf am Inn zu Raubling
- Kirchensur zu Amerang
- Kirchloibersdorf zu Babensham
- Kirchreit zu Soyen
- Kirchsteig zu Großkarolinenfeld
- Kirnstein zu Flintsbach a.Inn
- Kitzberg zu Soyen
- Kleinberg zu Oberaudorf
- Kleinhöhenrain zu Feldkirchen-Westerham
- Kleinholzen zu Stephanskirchen
- Kleinholzhausen zu Raubling
- Kling zu Babensham
- Klosterfeld zu Griesstätt
- Knogl zu Pfaffing
- Knogl zu Tuntenhausen
- Knogl zu Vogtareuth
- Kobel zu Schechen
- Kobel zu Soyen
- Köbing zu Soyen
- Kobl zu Wasserburg a.Inn
- Köbl zu Prutting
- Koblberg zu Soyen
- Koblöd zu Pfaffing
- Köckbrunn zu Bad Aibling
- Köckmühle zu Pfaffing
- Kogl zu Bad Feilnbach
- Kogl zu Brannenburg
- Köhl zu Schonstett
- Kohlgrub zu Amerang
- Kohlgrub zu Babensham
- Kohlgrub zu Samerberg
- Kohlhaufmühle zu Stephanskirchen
- Kohlstatt zu Aschau i.Chiemgau
- Kohlstatt zu Kiefersfelden
- Kohlstatt zu Riedering
- Kohlstattberg zu Riedering
- Kolberg zu Großkarolinenfeld
- Kolbermoor
- Kolbing zu Griesstätt
- Köln zu Kiefersfelden
- Könbarn zu Söchtenau
- Königsberg zu Prutting
- Königswart zu Soyen
- Kornau zu Griesstätt
- Kornberg zu Wasserburg a.Inn
- Kothöd zu Bernau a.Chiemsee
- Kottersberg zu Albaching
- Krabichl zu Großkarolinenfeld
- Kragling zu Stephanskirchen
- Kraimoos zu Bernau a.Chiemsee
- Kraimoos zu Soyen
- Kranzl zu Frasdorf
- Krautthal zu Soyen
- Kraxen zu Amerang
- Kreut zu Riedering
- Kreut zu Stephanskirchen
- Kreuth zu Griesstätt
- Kreuzbichl zu Bad Endorf
- Kreuzhub zu Bad Feilnbach
- Krinning zu Rimsting
- Kroit zu Wasserburg a.Inn
- Kronberg zu Höslwang
- Kronbichl zu Tuntenhausen
- Kronlohe zu Bad Endorf
- Kronstaude zu Schechen
- Kronstauden zu Stephanskirchen
- Kronwitt zu Bad Feilnbach
- Kropfetsöd zu Frasdorf
- Krottenhausmühle zu Stephanskirchen
- Krottenmühl zu Söchtenau
- Krügling zu Feldkirchen-Westerham
- Krut zu Pfaffing
- Kugelloh zu Feldkirchen-Westerham
- Kumpfmühl zu Edling
- Kumpfmühle zu Prien a.Chiemsee
- Kurf zu Bad Endorf
- Kurzstett zu Albaching
- Kutterling zu Bad Feilnbach

↑ Zurück zum Inhaltsverzeichnis

### L
- Laar zu Flintsbach a.Inn
- Labach zu Nußdorf a.Inn
- Laberg zu Samerberg
- Lack zu Stephanskirchen
- Lacken zu Amerang
- Laiming zu Frasdorf
- Laiming zu Griesstätt
- Lampersberg zu Söchtenau
- Lampferding zu Tuntenhausen
- Lamplstätt zu Soyen
- Lamsöd zu Soyen
- Landenham zu Babensham
- Landing zu Bad Endorf
- Landl zu Stephanskirchen
- Landlmühle zu Stephanskirchen
- Langbürgen zu Breitbrunn a.Chiemsee
- Langgassen zu Eiselfing
- Langhausen zu Prutting
- Langweid zu Neubeuern
- Langweid zu Raubling
- Langwied zu Eiselfing
- Langwiederberg zu Wasserburg a.Inn
- Lattenberg zu Amerang
- Lauterbach zu Rohrdorf
- Lauterbacherfilze zu Stephanskirchen
- Lechen zu Brannenburg
- Lechen zu Oberaudorf
- Lederstube zu Frasdorf
- Leger zu Samerberg
- Lehen zu Großkarolinenfeld
- Lehen zu Pfaffing
- Lehen zu Soyen
- Leiten zu Albaching
- Leiten zu Feldkirchen-Westerham
- Leiten zu Griesstätt
- Leiten zu Prien a.Chiemsee
- Leiten zu Rott a.Inn
- Leiten zu Stephanskirchen
- Leiten zu Vogtareuth
- Leitenberg zu Frasdorf
- Leiteneck zu Amerang
- Leitner am Berg zu Rohrdorf
- Lemberg zu Bad Endorf
- Lengdorf zu Rott a.Inn
- Lengendorf zu Bad Feilnbach
- Lenzmühle zu Feldkirchen-Westerham
- Leonhardspfunzen zu Stephanskirchen
- Letten zu Bad Endorf
- Lettmoos zu Soyen
- Lieln zu Nußdorf a.Inn
- Lienzing zu Gstadt a.Chiemsee
- Lienzinger Moos zu Gstadt a.Chiemsee
- Limburg zu Wasserburg a.Inn
- Lindach zu Amerang
- Linden zu Amerang
- Linden zu Bruckmühl
- Linden zu Edling
- Linden zu Großkarolinenfeld
- Linden zu Samerberg
- Lippertskirchen zu Bad Feilnbach
- Litzldorf zu Bad Feilnbach
- Loch zu Rohrdorf
- Lochberg zu Schechen
- Lochen zu Frasdorf
- Lochen zu Griesstätt
- Lochen zu Samerberg
- Lochen zu Vogtareuth
- Locking zu Amerang
- Loderstätt zu Soyen
- Loh zu Ramerberg
- Lohen zu Schechen
- Lohen zu Söchtenau
- Loherberg zu Feldkirchen-Westerham
- Lohholz zu Kolbermoor
- Loibersdorf zu Babensham
- Loiberting zu Gstadt a.Chiemsee
- Lueg zu Vogtareuth
- Lues zu Samerberg
- Lungham zu Halfing
- Lutzhäusl zu Pfaffing

↑ Zurück zum Inhaltsverzeichnis

### M
- Maierbach zu Rott a.Inn
- Maierhof zu Soyen
- Mail zu Brannenburg
- Mailing zu Prien a.Chiemsee
- Mailling zu Tuntenhausen
- Mainz zu Bad Aibling
- Mais zu Amerang
- Manglham zu Rott a.Inn
- Mangolding zu Riedering
- Marchwies zu Samerberg
- Marienberg zu Schechen
- Markfeld zu Bad Aibling
- Mauerkirchen im Chiemgau zu Bad Endorf
- Mauth zu Schechen
- Maxhofen zu Bruckmühl
- Maxlrain zu Tuntenhausen
- Mayrhof zu Albaching
- Meilham zu Amerang
- Meiling zu Rott a.Inn
- Meisham zu Eggstätt
- Mernham zu Babensham
- Mietraching zu Bad Aibling
- Milbing zu Brannenburg
- Mintsberg zu Schechen
- Mittenkirchen zu Bruckmühl
- Mitterbichl zu Frasdorf
- Mitterham zu Bad Aibling
- Mitterhart zu Kolbermoor
- Mitterhof zu Ramerberg
- Mitterhof zu Samerberg
- Mitterleiten zu Aschau i.Chiemgau
- Mitterndorf zu Gstadt a.Chiemsee
- Mitterreit zu Frasdorf
- Mitterweg zu Prien a.Chiemsee
- Mitterweg zu Rohrdorf
- Mönibuch zu Frasdorf
- Moorkultur zu Kolbermoor
- Moos zu Albaching
- Moos zu Bad Aibling
- Moos zu Bad Endorf
- Moos zu Bad Feilnbach
- Moos zu Bernau a.Chiemsee
- Moos zu Raubling
- Moos zu Schechen
- Moosbichl zu Bad Feilnbach
- Mooseck zu Brannenburg
- Moosen zu Babensham
- Moosen zu Oberaudorf
- Moosen zu Prutting
- Moosen zu Riedering
- Moosen zu Samerberg
- Moosham zu Amerang
- Moosham zu Griesstätt
- Mooshappen zu Breitbrunn a.Chiemsee
- Mooshäusl zu Bad Feilnbach
- Moosmühle zu Bad Feilnbach
- Moosmühle zu Tuntenhausen
- Mühlau zu Kiefersfelden
- Mühlbach zu Großkarolinenfeld
- Mühlbach zu Kiefersfelden
- Mühlberg zu Amerang
- Mühlberg zu Babensham
- Mühlberg zu Eiselfing
- Mühlberg zu Feldkirchen-Westerham
- Mühlberg zu Frasdorf
- Mühlberg zu Oberaudorf
- Mühldorf zu Halfing
- Mühlham zu Riedering
- Mühlhausen zu Nußdorf a.Inn
- Mühlholz zu Feldkirchen-Westerham
- Mühlholz zu Tuntenhausen
- Mühln zu Breitbrunn a.Chiemsee
- Mühlstätt zu Schechen
- Mühlthal zu Edling
- Mühlthal zu Nußdorf a.Inn
- Mühlthal zu Prien a.Chiemsee
- Mühlthal zu Prutting
- Mühlthal zu Samerberg
- Mühlthal zu Soyen
- Munzing zu Prien a.Chiemsee
- Mupferting zu Prien a.Chiemsee
- Murn zu Schonstett
- Murnau zu Stephanskirchen

↑ Zurück zum Inhaltsverzeichnis

### N
- Nacken zu Bruckmühl
- Naglstätt zu Großkarolinenfeld
- Natternberg zu Bad Aibling
- Natzing zu Eggstätt
- Nederndorf zu Pfaffing
- Nemeden zu Babensham
- Nendlberg zu Prutting
- Neubau zu Schonstett
- Neubeuern
- Neudeck zu Babensham
- Neuhaus zu Feldkirchen-Westerham
- Neuhaus zu Pfaffing
- Neuhäusl zu Pfaffing
- Neukirchen a.Simssee zu Riedering
- Neumühle zu Bernau a.Chiemsee
- Neumühle zu Stephanskirchen
- Neureith zu Tuntenhausen
- Neuried zu Rott a.Inn
- Neuwöhr zu Neubeuern
- Nicklheim zu Raubling
- Niederaudorf zu Oberaudorf, Oberaudorf
- Niedermoosen zu Riedering
- Niedernburg zu Prutting
- Niederöd zu Amerang
- Niederstetten zu Feldkirchen-Westerham
- Niederthann zu Nußdorf a.Inn
- Niederwall zu Riedering
- Niesberg zu Frasdorf
- Nockl zu Neubeuern
- Nodern zu Pfaffing
- Noderwiechs zu Bruckmühl
- Noppenthal zu Neubeuern
- Nordhof zu Tuntenhausen
- Nudlbichl zu Samerberg
- Nußdorf a.Inn
- Nußlberg zu Kiefersfelden

↑ Zurück zum Inhaltsverzeichnis

### O
- Oberacherting zu Frasdorf
- Oberachthal zu Riedering
- Oberadlfurt zu Bruckmühl
- Oberapfelkam zu Rohrdorf
- Oberaudorf
- Oberaufham zu Feldkirchen-Westerham
- Oberbierwang zu Babensham
- Oberbindham zu Bad Feilnbach
- Oberdaxham zu Bad Feilnbach
- Oberdieberg zu Albaching
- Obereck zu Samerberg
- Oberfarrach zu Pfaffing
- Obergebertsham zu Höslwang
- Oberhamberg zu Rimsting
- Oberhart zu Kolbermoor
- Oberhaustätt zu Frasdorf
- Oberhofen zu Bad Feilnbach
- Oberholzham zu Bruckmühl
- Oberhub zu Edling
- Oberkatzbach zu Ramerberg
- Oberkitzing zu Breitbrunn a.Chiemsee
- Oberlaus zu Feldkirchen-Westerham
- Oberleiten zu Bruckmühl
- Oberleiten zu Samerberg
- Oberlengendorf zu Bad Feilnbach
- Oberlohe zu Bad Feilnbach
- Oberlohen zu Rott a.Inn
- Obermoos zu Pfaffing
- Obermoosen zu Riedering
- Obermühl zu Griesstätt
- Obermühl zu Riedering
- Obermühle zu Babensham
- Obernburg zu Prutting
- Oberndorf zu Eggstätt
- Oberndorf zu Pfaffing
- Oberöd zu Pfaffing
- Oberpösnach zu Neubeuern
- Oberpremrain zu Bad Feilnbach
- Oberprienmühle zu Frasdorf
- Oberputting zu Riedering
- Oberrain zu Tuntenhausen
- Oberratting zu Amerang
- Oberreit zu Feldkirchen-Westerham
- Oberreit zu Frasdorf
- Obersaurain zu Rott a.Inn
- Oberschöffau zu Samerberg
- Oberstaudhausen zu Bruckmühl
- Obersteinach zu Bad Feilnbach
- Obersteppach zu Edling
- Oberstetten zu Feldkirchen-Westerham
- Oberstuff zu Samerberg
- Obersulzberg zu Samerberg
- Obersur zu Amerang
- Oberthal zu Söchtenau
- Oberthalham zu Babensham
- Oberthann zu Nußdorf a.Inn
- Oberübermoos zu Pfaffing
- Oberulsham zu Eggstätt
- Oberunterach zu Edling
- Oberwall zu Bruckmühl
- Oberwertach zu Feldkirchen-Westerham
- Oberwildenried zu Frasdorf
- Oberwindering zu Vogtareuth
- Oberwöhrn zu Schechen
- Öd zu Großkarolinenfeld
- Öd zu Rimsting
- Odelsham zu Babensham
- Ödenhub zu Großkarolinenfeld
- Oed zu Amerang
- Oed zu Bruckmühl
- Oed zu Feldkirchen-Westerham
- Oed zu Frasdorf
- Oed zu Pfaffing
- Oed zu Soyen
- Oed zu Stephanskirchen
- Oed zu Tuntenhausen
- Oed zu Vogtareuth
- Oed am Rain zu Frasdorf
- Oedenau zu Albaching
- Oedsberg zu Soyen
- Oetz zu Eiselfing
- Ofenwinkl zu Riedering
- Orthofen zu Bruckmühl
- Osenaham zu Eiselfing
- Osendorf zu Amerang
- Osterfing zu Söchtenau
- Osterham zu Bernau a.Chiemsee
- Osterhofen zu Rimsting
- Osterkam zu Rohrdorf
- Osterlehen zu Prutting
- Ostermühl zu Eiselfing
- Ostermünchen zu Tuntenhausen
- Osternach zu Prien a.Chiemsee
- Osterwies zu Wasserburg a.Inn
- Otterkring zu Rimsting
- Ötz zu Edling
- Ötz zu Höslwang

↑ Zurück zum Inhaltsverzeichnis

### P
- Pamering zu Amerang
- Pangraz zu Tuntenhausen
- Pardieß zu Pfaffing
- Parnsberg zu Riedering
- Patersdorf zu Bad Endorf
- Patting zu Riedering
- Paulreuth zu Bad Feilnbach
- Pelham zu Bad Endorf
- Penzing zu Babensham
- Perach zu Pfaffing
- Percha zu Feldkirchen-Westerham
- Perfall zu Eiselfing
- Persdorf zu Riedering
- Pertlsham zu Babensham
- Petersberg zu Flintsbach a.Inn
- Petzenbichl zu Großkarolinenfeld
- Petzgersdorf zu Riedering
- Pfaffenberg zu Bad Feilnbach
- Pfaffenbichl zu Riedering
- Pfaffenhofen am Inn zu Schechen
- Pfaffing
- Pfaffing zu Amerang
- Pfaffing zu Frasdorf
- Pfannstiel zu Frasdorf
- Pfeil zu Bad Endorf
- Pfifferloh zu Frasdorf
- Pfraundorf zu Raubling
- Pichl zu Amerang
- Pichl zu Soyen
- Pickenbach zu Höslwang
- Pietzenberg zu Riedering
- Pietzenkirchen zu Riedering
- Pietzing zu Riedering
- Pinswang zu Neubeuern
- Pinswang zu Rimsting
- Pirach zu Vogtareuth
- Plöd zu Soyen
- Plötzing zu Gstadt a.Chiemsee
- Point zu Rimsting
- Pölching zu Aschau i.Chiemgau
- Pollersham zu Eiselfing
- Polln zu Soyen
- Potzmühle zu Pfaffing
- Praschlmühl zu Eiselfing
- Preinersdorf zu Gstadt a.Chiemsee
- Preisenberg zu Nußdorf a.Inn
- Prien a.Chiemsee
- Prutdorf zu Prien a.Chiemsee
- Prutting
- Pullach zu Kolbermoor
- Pulvermühle zu Stephanskirchen
- Punzenpoint zu Babensham
- Pups zu Feldkirchen-Westerham
- Pürstling zu Schechen
- Puster zu Stephanskirchen
- Puttenham zu Babensham

↑ Zurück zum Inhaltsverzeichnis

### R
- Rabenbach zu Rott a.Inn
- Rabenstein zu Bad Feilnbach
- Rachelsberg zu Söchtenau
- Rachental zu Bad Endorf
- Racherting zu Halfing
- Rackerting zu Vogtareuth
- Radl zu Höslwang
- Rain zu Bad Endorf
- Rain zu Frasdorf
- Ramerberg
- Raming zu Griesstätt
- Ramsau zu Edling
- Ramsau zu Nußdorf a.Inn
- Ranft zu Schechen
- Ranhartstetten zu Rohrdorf
- Rankham zu Bad Endorf
- Rann zu Bad Feilnbach
- Rann zu Großkarolinenfeld
- Rapolden zu Prutting
- Rappold zu Albaching
- Rattenbach zu Pfaffing
- Ratzing zu Rimsting
- Raubling
- Rauch im Holz zu Prutting
- Rauhöd zu Schonstett
- Rauschwaltlham zu Babensham
- Rechenau zu Kiefersfelden
- Rechenau zu Oberaudorf
- Redenfelden zu Raubling
- Regau zu Flintsbach a.Inn
- Regau zu Oberaudorf
- Reichenau zu Aschau i.Chiemgau
- Reichertsham zu Babensham
- Reiching zu Soyen
- Reikering zu Stephanskirchen
- Reipersberg zu Vogtareuth
- Reisach zu Oberaudorf
- Reisach zu Wasserburg a.Inn
- Reisachöd zu Feldkirchen-Westerham
- Reischach zu Söchtenau
- Reischenhart zu Raubling
- Reischlhilgen zu Pfaffing
- Reit zu Amerang
- Reit zu Bernau a.Chiemsee
- Reit zu Frasdorf
- Reitberg zu Ramerberg
- Reiten zu Soyen
- Reith zu Pfaffing
- Reitham zu Bernau a.Chiemsee
- Reithof zu Bad Feilnbach
- Reitl zu Riedering
- Reitmair zu Albaching
- Reitmehring zu Wasserburg a.Inn
- Rettenbach zu Pfaffing
- Richterstett zu Soyen
- Ried zu Amerang
- Ried zu Brannenburg
- Ried zu Bruckmühl
- Ried zu Feldkirchen-Westerham
- Ried zu Frasdorf
- Ried zu Großkarolinenfeld
- Ried zu Kiefersfelden
- Ried zu Pfaffing
- Ried zu Prutting
- Ried zu Riedering
- Ried zu Samerberg
- Ried zu Vogtareuth
- Ried bei Einöden zu Flintsbach a.Inn
- Ried bei Fahrenberg zu Oberaudorf
- Ried im Winkl zu Samerberg
- Riedbichl zu Feldkirchen-Westerham
- Rieden zu Babensham
- Rieden zu SoyenKirchdorf Soyen
- Riedering
- Riedhof zu Großkarolinenfeld
- Riedlach zu Frasdorf
- Riedlberg zu Nußdorf a.Inn
- Riedleiten zu Oberaudorf
- Rieperting zu Schonstett
- Riepertsham zu Babensham
- Rimsting
- Rins zu Söchtenau
- Ritzmehring zu Rott a.Inn
- Röcka zu Frasdorf
- Rögling zu Riedering
- Rohrdorf
- Röhrmoos zu Soyen
- Röselsberg zu Frasdorf
- Rosengarten zu Amerang
- Rosengasse zu Oberaudorf
- Roßhart zu Edling
- Roßholzen zu Samerberg
- Röthenbach zu Griesstätt
- Rothmoos zu Halfing
- Rott zu Großkarolinenfeld
- Rott a.Inn
- Rottenhub zu Soyen
- Rotterstetten zu Prutting
- Rottmoos zu Rott a.Inn
- Rottmoos zu Wasserburg a.Inn
- Rottmühle zu Schechen
- Ruckerting zu Frasdorf
- Rudering zu Edling
- Rudersberg zu Bernau a.Chiemsee
- Rundorf zu Halfing

↑ Zurück zum Inhaltsverzeichnis

### S
- Sachrang zu Aschau i.Chiemgau
- Sachsenkam zu Rohrdorf
- Sägmühle zu Brannenburg

- Sagberg zu Frasdorf
- Sagerer zu Babensham
- Sägmühl zu Samerberg
- Salmering zu Prutting
- Samerberg (nur Gemeindename, kein Ort)
- Sandgrub zu Frasdorf
- Sankt Florian zu Frasdorf
- Sankt Leonhard zu Babensham
- Sankt Margarethen zu Brannenburg
- Sankt Salvator zu Rimsting
- Sargau zu Rott a.Inn
- Sassau zu Breitbrunn a.Chiemsee
- Sattelberg zu Samerberg
- Saxenkam zu Neubeuern
- Schabau zu Soyen
- Schacha zu Albaching
- Schachaweber zu Pfaffing
- Schachen zu Amerang
- Schäching zu Edling
- Schadhub zu Samerberg
- Schafwaschen zu Rimsting
- Schaidering zu Riedering
- Schalchen zu Gstadt a.Chiemsee
- Schambach zu Babensham
- Scharfeneck zu Albaching
- Schaurain zu Rohrdorf
- Schechen
- Scheidsöd zu Pfaffing
- Schellenberg zu Babensham
- Schellwies zu Edling
- Scherer zu Amerang
- Schering zu Rimsting
- Scheuern zu Neubeuern
- Schiffpoint zu Rott a.Inn
- Schilchau zu Eiselfing
- Schilding zu Samerberg
- Schindlberg zu Oberaudorf
- Schlafthal zu Tuntenhausen
- Schlarbhofen zu Kolbermoor
- Schlecht zu Neubeuern
- Schlechtenberg zu Aschau i.Chiemgau
- Schleifmühle zu Soyen
- Schleipfen zu Bernau a.Chiemsee
- Schlicht zu Bad Endorf
- Schlicht zu Soyen
- Schlierholz zu Riedering
- Schlimmerstätt zu Großkarolinenfeld
- Schlipfing zu Riedering
- Schloßberg zu Stephanskirchen
- Schlosserberg zu Pfaffing
- Schmidham zu Riedering
- Schmidhausen zu Tuntenhausen
- Schmiding zu Griesstätt
- Schmieding zu Prien a.Chiemsee
- Schnaitt zu Feldkirchen-Westerham
- Schneebichl zu Nußdorf a.Inn
- Schneiderwies zu Vogtareuth
- Schnürmann zu Bruckmühl
- Schobersöd zu Amerang
- Schöffau zu Kiefersfelden
- Schöffau zu Samerberg
- Schöffleiten zu Feldkirchen-Westerham
- Schöllkopf zu Prien a.Chiemsee
- Schömering zu Stephanskirchen
- Schönanger zu Albaching
- Schönau zu Tuntenhausen
- Schönberg zu Babensham
- Schonstett
- Schörging zu Bernau a.Chiemsee
- Schoßrinn zu Aschau i.Chiemgau
- Schralling zu Riedering
- Schrödlreit zu Pfaffing
- Schürfmühle zu Söchtenau
- Schwabering zu Söchtenau
- Schwaig zu Brannenburg
- Schwaig zu Feldkirchen-Westerham
- Schwaig zu Großkarolinenfeld
- Schwaig zu Tuntenhausen
- Schwarzenbach zu Samerberg
- Schwarzenstein zu Aschau i.Chiemgau
- Schwarzlack zu Brannenburg
- Schwarzöd zu Ramerberg
- Schweibern zu Aschau i.Chiemgau
- Schweibern zu Samerberg
- Schweigfeld zu Bad Feilnbach
- Schweigstätt zu Soyen
- Schweinberg zu Oberaudorf
- Schweinsteig zu Brannenburg
- Schweinsteig zu Oberaudorf
- Schweinsteig zu Samerberg
- Schweizerberg zu Tuntenhausen
- Schweizerting zu Tuntenhausen
- Schwemmreit zu Riedering
- Schwöll zu Schonstett
- Sechtl zu Riedering
- See zu Bad Endorf
- Seebach zu Oberaudorf
- Seeburg zu Soyen
- Seehaus zu Aschau i.Chiemgau
- Seehäusl zu Babensham
- Seehub zu Vogtareuth
- Seeleiten zu Amerang
- Seeleiten zu Vogtareuth
- Seewies zu Wasserburg a.Inn
- Seilenau zu Nußdorf a.Inn
- Seisrain zu Tuntenhausen
- Sendling zu Ramerberg
- Seppl im Holz zu Vogtareuth
- Sicking zu Babensham
- Sieghart zu Soyen
- Siegharting zu Prien a.Chiemsee
- Siegharting zu Riedering
- Siegharting zu Samerberg
- Sieglweiher zu Rimsting
- Siegsdorf zu Höslwang
- Siferling zu Söchtenau
- Siggenham zu Prien a.Chiemsee
- Sillerding zu Babensham
- Sims zu Stephanskirchen
- Simserfilze zu Stephanskirchen
- Simssee zu Stephanskirchen
- Sindlhausen zu Tuntenhausen
- Sinning zu Rohrdorf
- Söchtenau
- Söhl zu Tuntenhausen
- Soilach zu Frasdorf
- Söll zu Gstadt a.Chiemsee
- Sollach zu Neubeuern
- Söllhuben zu Riedering
- Sondert zu Neubeuern
- Sonnbach zu Samerberg
- Sonnen zu Prutting
- Sonnendorf zu Halfing
- Sonnenham zu Bad Feilnbach
- Sonnenholz zu Raubling
- Sonnenholz zu Stephanskirchen
- Sonnenholzen zu Soyen
- Sonnenleiten zu Bruckmühl
- Sonnenleiten zu Rohrdorf
- Sonnenwiechs zu Bruckmühl
- Sonnering zu Höslwang
- Sonnhart zu Nußdorf a.Inn
- Soyen
- Speckbach zu Rohrdorf
- Spielberg zu Eiselfing
- Spieln zu Prutting
- Spittersberg zu Amerang
- Spöck zu Aschau i.Chiemgau
- Spöck zu Raubling
- Spöck zu Söchtenau
- Spreng zu Riedering
- Springlbach zu Pfaffing
- Staben zu Samerberg
- Stacherding zu Amerang
- Stachöd zu Bruckmühl
- Stadl zu Babensham
- Stadl zu Breitbrunn a.Chiemsee
- Stadl zu Frasdorf
- Stadl zu Riedering
- Stadl zu Schechen
- Stadlberg zu Feldkirchen-Westerham
- Stadlern zu Babensham
- Staffelstein zu Aschau i.Chiemgau

- Stampfl zu Samerberg
- Stätt zu Frasdorf
- Staudach zu Feldkirchen-Westerham
- Staudach zu Höslwang
- Staudach zu Raubling
- Stauden zu Bad Endorf
- Stauden zu Soyen
- Stauden zu Pfaffing
- Staudham zu Wasserburg a.Inn
- Steg zu Brannenburg
- Stegen zu Ramerberg
- Stein zu Aschau i.Chiemgau
- Steinach zu Nußdorf a.Inn
- Steinbach zu Bernau a.Chiemsee
- Steinberg zu Brannenburg
- Steinberg zu Soyen
- Steinbruck zu Raubling
- Steingassen zu Ramerberg
- Steinhart zu Pfaffing
- Steinkirchen zu Samerberg
- Steinreb zu Bad Feilnbach
- Steinweg zu Albaching
- Steinwies zu Bad Feilnbach
- Stelzenberg zu Frasdorf
- Stephanskirchen
- Stephanskirchen zu Amerang
- Stephanskirchen zu Bad Endorf
- Sterneck zu Feldkirchen-Westerham
- Stettberg zu Babensham
- Stetten zu Albaching
- Stetten zu Amerang
- Stetten zu Bad Endorf
- Stetten zu Prien a.Chiemsee
- Stetten zu Riedering
- Stetten zu Rimsting
- Stetten zu Söchtenau
- Stetten zu Tuntenhausen
- Stetten zu Tuntenhausen
- Stettenmühle zu Albaching
- Stöbersberg zu Rott a.Inn
- Stöcher zu Babensham
- Stock zu Bad Endorf
- Stock zu Breitbrunn a.Chiemsee
- Stocka zu Albaching
- Stocka zu Bernau a.Chiemsee
- Stocka zu Raubling
- Stockach zu Frasdorf
- Stockamühle zu Albaching
- Stockham zu Bad Endorf
- Stolz zu Großkarolinenfeld
- Stötten zu Bernau a.Chiemsee
- Stötten zu Frasdorf
- Straß zu Eggstätt
- Straß zu Eiselfing
- Straß zu Griesstätt
- Straß zu Höslwang
- Straß zu Samerberg
- Straß zu Söchtenau
- Straßinderl zu Soyen
- Straßkirchen zu Vogtareuth
- Straßloh zu Babensham
- Straßöd zu Vogtareuth
- Straßwend zu Prutting
- Streifl zu Griesstätt
- Streit zu Amerang
- Ströbing zu Bad Endorf
- Strohreit zu Soyen
- Stüblach zu Frasdorf
- Stucksdorf zu Söchtenau
- Stuhlrain zu Riedering
- Stupfa zu Frasdorf
- Stürzlham zu Babensham
- Stürzlham zu Höslwang
- Sulmaring zu Vogtareuth
- Sunkenroth zu Vogtareuth
- Suranger zu Amerang
- Surau zu Amerang

↑ Zurück zum Inhaltsverzeichnis

### T
- Taffenreuth zu Rohrdorf
- Taiding zu Amerang
- Taigscheid zu Raubling
- Tattenhausen zu Großkarolinenfeld
- Tatzelwurm zu Oberaudorf
- Taubmoos zu Soyen
- Tauern zu Frasdorf
- Taxa zu Samerberg
- Teisenham zu Bad Endorf
- Teufelsbruck zu Soyen
- Thal zu Albaching
- Thal zu Bad Endorf
- Thal zu Feldkirchen-Westerham
- Thal zu Frasdorf
- Thal zu Oberaudorf
- Thal zu Samerberg
- Thal zu Soyen
- Thal zu Tuntenhausen
- Thalacker zu Bad Aibling
- Thalham zu Amerang
- Thalham zu Babensham
- Thalham zu Bad Feilnbach
- Thalham zu Bruckmühl
- Thalham zu Eiselfing
- Thalham zu Riedering
- Thalham zu Rohrdorf
- Thalkirchen zu Bad Endorf
- Thalmann zu Rohrdorf
- Thalreit zu Raubling
- Thann zu Brannenburg
- Thann zu Großkarolinenfeld
- Thansau zu Rohrdorf
- Thonbichl zu Großkarolinenfeld
- Thürham zu Bad Aibling
- Thurnöd zu Amerang
- Tiefenbach zu Brannenburg
- Tiefenbach zu Flintsbach a.Inn
- Tiefenthal zu Riedering
- Tiefenthal am Wald zu Riedering
- Tinning zu Riedering
- Titlmoos zu Babensham
- Tödtenberg zu Vogtareuth
- Torfwerk Au-Eulenau zu Bad Feilnbach
- Torfwerk Feilnbach zu Bad Feilnbach
- Törwang zu Samerberg
- Tosberg zu Babensham
- Tötzham zu Babensham
- Trautbach zu Soyen
- Trautersdorf zu Prien a.Chiemsee
- Tregleralm zu Bad Feilnbach
- Trißl zu Oberaudorf
- Trogen zu Bad Feilnbach
- Troitsham zu Babensham
- Troyer zu Kiefersfelden
- Tuntenhausen

↑ Zurück zum Inhaltsverzeichnis

### U
- Überfilzen zu Nußdorf a.Inn
- Ullerting zu Amerang
- Ullerting zu Söchtenau
- Ulperting zu Bad Endorf
- Umrathshausen zu Frasdorf
- Unteracherting zu Frasdorf
- Unterachthal zu Riedering
- Unterapfelkam zu Rohrdorf
- Unteraufham zu Feldkirchen-Westerham
- Unterbergham zu Bernau a.Chiemsee
- Unterbichl zu Oberaudorf
- Untereck zu Samerberg
- Unterfarrach zu Pfaffing
- Untergebertsham zu Höslwang
- Unterhamberg zu Rimsting
- Unterhaustätt zu Frasdorf
- Unterheufeld zu Bad Aibling
- Unterhofen zu Bad Feilnbach
- Unterholzham zu Bruckmühl
- Unterhöslwang zu Höslwang
- Unterhub zu Edling
- Unterimmelberg zu Rohrdorf
- Unterkalten zu Bad Feilnbach
- Unterkatzbach zu Ramerberg
- Unterkitzing zu Breitbrunn a.Chiemsee
- Unterlaus zu Feldkirchen-Westerham
- Unterleiten zu Bruckmühl
- Unterleiten zu Samerberg
- Unterlohe zu Bad Feilnbach
- Unterlohen zu Rott a.Inn
- Untermoos zu Pfaffing
- Untermoosbichl zu Bad Feilnbach
- Untermoosen zu Riedering
- Untermühle zu Griesstätt
- Unteröd zu Amerang
- Unterpösnach zu Neubeuern
- Unterpremrain zu Bad Feilnbach
- Unterprienmühle zu Frasdorf
- Unterputting zu Riedering
- Unterrain zu Tuntenhausen
- Unterratting zu Amerang
- Unterreit zu Feldkirchen-Westerham
- Untersaurain zu Rott a.Inn
- Untersee zu Vogtareuth
- Untershofen zu Söchtenau
- Unterstaudhausen zu Bruckmühl
- Untersteinach zu Bad Feilnbach
- Untersteppach zu Edling
- Unterstreit zu Amerang
- Unterstuff zu Samerberg
- Untersulzberg zu Nußdorf a.Inn
- Untersur zu Amerang
- Unterthal zu Söchtenau
- Unterübermoos zu Pfaffing
- Unterulsham zu Eggstätt
- Unterunterach zu Edling
- Unterwall zu Bruckmühl
- Unterwertach zu Feldkirchen-Westerham
- Unterwildenried zu Frasdorf
- Unterwindering zu Vogtareuth
- Unterwöhrn zu Rott a.Inn
- Urfahrn zu Breitbrunn a.Chiemsee
- Urfahrn zu Soyen
- Urschalling zu Prien a.Chiemsee
- Urstall zu Nußdorf a.Inn
- Utzenbichl zu Albaching

↑ Zurück zum Inhaltsverzeichnis

### V
- Vachendorf zu Prien a.Chiemsee
- Vagen zu Feldkirchen-Westerham
- Vettl zu Vogtareuth
- Viehhausen zu Griesstätt
- Viehhausen zu Vogtareuth
- Viehhausen zu Wasserburg a.Inn
- Vogl zu Großkarolinenfeld
- Vogleiten zu Vogtareuth
- Voglried zu Bruckmühl
- Voglried zu Tuntenhausen
- Voglsang zu Babensham
- Voglsang zu Pfaffing
- Vogtareuth
- Vordergrub zu Samerberg
- Vordergschwendt zu Aschau i.Chiemgau
- Vorderholzmühle zu Amerang
- Vorderkronberg zu Brannenburg
- Vorderleiten zu Brannenburg
- Vorderleiten zu Soyen
- Vordersberg zu Soyen
- Vordersteinberg zu Neubeuern

↑ Zurück zum Inhaltsverzeichnis

### W
- Wabach zu Griesstätt
- Wagenstätt zu Soyen
- Wagnerberg zu Flintsbach a.Inn
- Waith zu Bruckmühl
- Waizenreit zu Frasdorf
- Walch zu Bad Feilnbach
- Wald zu Amerang
- Wald zu Aschau i.Chiemgau
- Waldering zu Stephanskirchen
- Waldheim zu Bruckmühl
- Waldhof zu Söchtenau
- Walkerting zu Frasdorf
- Wall zu Oberaudorf
- Wall zu Riedering
- Wall zu Vogtareuth
- Kirchwald zu Nußdorf a.Inn
- Walpersdorf zu Feldkirchen-Westerham
- Walterstetten zu Babensham
- Warmeding zu Babensham
- Warnbach zu Griesstätt
- Wart zu Brannenburg
- Wasserburg a.Inn
- Wasserleite zu Neubeuern
- Wasserthal zu Aschau i.Chiemgau
- Wasserwiesen zu Raubling
- Watschöd zu Oberaudorf
- Wechselberg zu Griesstätt
- Wechselberg zu Oberaudorf
- Weg zu Bad Aibling
- Weiching zu Tuntenhausen
- Weichselbaum zu Griesstätt
- Weichselbaum zu Schonstett
- Weickersing zu Samerberg
- Weidach zu Bad Feilnbach
- Weidach zu Brannenburg
- Weidach zu Bruckmühl
- Weidach zu Feldkirchen-Westerham
- Weidach zu Vogtareuth
- Weidachmühle zu Edling
- Weidgarten zu Soyen
- Weiglham zu Eiselfing
- Weihenlinden zu Bruckmühl
- Weiher zu Aschau i.Chiemgau
- Weiher zu Höslwang
- Weiher zu Rimsting
- Weiher zu Schechen
- Weiher zu Schonstett
- Weiher zu Soyen
- Weihermann zu Bad Feilnbach
- Weikering zu Vogtareuth
- Weikertsham zu Babensham
- Weikertsham zu Wasserburg a.Inn
- Weinberg zu Stephanskirchen
- Weingarten zu Gstadt a.Chiemsee
- Weingarten zu Rimsting
- Weisham zu Bernau a.Chiemsee
- Weisham zu Eggstätt
- Weitmoos zu Amerang
- Weitmoos zu Eggstätt
- Weitmoos zu Griesstätt
- Wendling zu Soyen
- Weng zu Amerang
- Weng zu Griesstätt
- Weng zu Tuntenhausen
- Wenk zu Samerberg
- Wensing zu Rimsting
- Werfling zu Pfaffing
- Wessen zu Frasdorf
- Westen zu Bad Aibling
- Westerham zu Bad Aibling
- Westerham zu Bernau a.Chiemsee
- Westerham zu Feldkirchen-Westerham
- Westerhausen zu Breitbrunn a.Chiemsee
- Westernach zu Prien a.Chiemsee
- Westernach zu Rimsting
- Westerndorf zu Frasdorf
- Westerndorf zu Stephanskirchen
- Westerndorferfilze zu Stephanskirchen
- Wetterstett zu Soyen
- Weyer am Graben zu Samerberg
- Wiechs zu Bad Feilnbach
- Wiechs zu Bruckmühl
- Wieden zu Riedering
- Wieden zu Schechen
- Wiedendorf zu Bernau a.Chiemsee
- Wiedham zu Amerang
- Wiedholz zu Samerberg
- Wies zu Babensham
- Wiesen zu Bernau a.Chiemsee
- Wiesen zu Kiefersfelden
- Wiesenhausen zu Brannenburg
- Wiesholzen zu Samerberg
- Wieslering zu Neubeuern
- Wildenwart zu Frasdorf
- Wildgrub zu Kiefersfelden
- Wilharting zu Bad Feilnbach
- Wilhelming zu Frasdorf
- Willing zu Bad Aibling
- Willingerau zu Bad Aibling
- Wilpasing zu Bad Aibling
- Wilperting zu Söchtenau
- Wimpasing zu Amerang
- Wimpasing zu Bernau a.Chiemsee
- Wimpasing zu Eiselfing
- Wimpersing zu Höslwang
- Windgrad zu Babensham
- Windshausen zu Nußdorf a.Inn
- Winkl zu Neubeuern
- Winkl zu Vogtareuth
- Winkling zu Frasdorf
- Winterstubn zu Frasdorf
- Witzenthal zu Samerberg
- Wöhr zu Eggstätt
- Wolferkam zu Riedering
- Wolfgraben zu Bruckmühl
- Wolfrain zu Edling
- Wolfsberg zu Amerang
- Wolfsberg zu Breitbrunn a.Chiemsee
- Wolfspoint zu Rohrdorf
- Wolkering zu Prutting
- Wölkham zu Halfing
- Wörlham zu Griesstätt
- Würmertsham zu Babensham
- Wurmsdorf zu Riedering
- Wurzach zu Rott a.Inn
- Wurzach zu Schechen

↑ Zurück zum Inhaltsverzeichnis

### Z
- Zacking zu Rimsting
- Zaglach zu Oberaudorf
- Zain zu Nußdorf a.Inn
- Zainach zu Rott a.Inn
- Zaisering zu Vogtareuth
- Zaißberg zu Vogtareuth
- Zankel zu Flintsbach a.Inn
- Zeil zu Edling
- Zeisach zu Oberaudorf
- Zell zu Albaching
- Zell zu Bad Aibling
- Zell zu Breitbrunn a.Chiemsee
- Zell zu Eggstätt
- Zell zu Soyen
- Zellbach zu Pfaffing
- Zellboden zu Frasdorf
- Zellerreit zu Ramerberg
- Ziegelberg zu Stephanskirchen
- Ziegelreuth zu Schechen
- Ziehen zu Rohrdorf
- Ziellechen zu Vogtareuth
- Ziffer zu Samerberg
- Zillham zu Schonstett
- Zimmerau zu Oberaudorf
- Zoß zu Schechen
- Zossöd zu Ramerberg
- Zuhr zu Soyen
- Zum Winterblöcker zu Bruckmühl
- Zunham zu Höslwang
- Zweckstätt zu Großkarolinenfeld

↑ Zurück zum Inhaltsverzeichnis